# Museo de América
Il Museo de América è un museo nazionale spagnolo con sede a Madrid, al numero 6 di avenida de los Reyes Católicos, nella Ciudad Universitaria. È stato creato con decreto del 19 aprile 1941 per ospitare le collezioni di archeologia, arte ed etnografia americana che fino ad allora appartenevano al Museo Archeologico nazionale.
Possiede più di 25 000 opere, che vanno, cronologicamente, dal Paleolítico fino ai nostri giorni e coprono la totalità del continente. Colleziona tutti i tipi di pezzi archeologici, artistici e etnografici provenienti o riguardanti il Nuovo Mondo, salvo quelli di numismatica, conservati nel Museo Archeologico Nazionale, e quelli di arte moderna, siti nel Museo Nazionale Centro di Arte Regna Sofia.
Il museo è statale e sotto la gestione diretta del Ministero della Cultura (attualmente Ministero di Cultura e Sport). Organicamente dipende dalla Direzione generale di belle arti, subdirezione generale dei musei statali.

## Storia

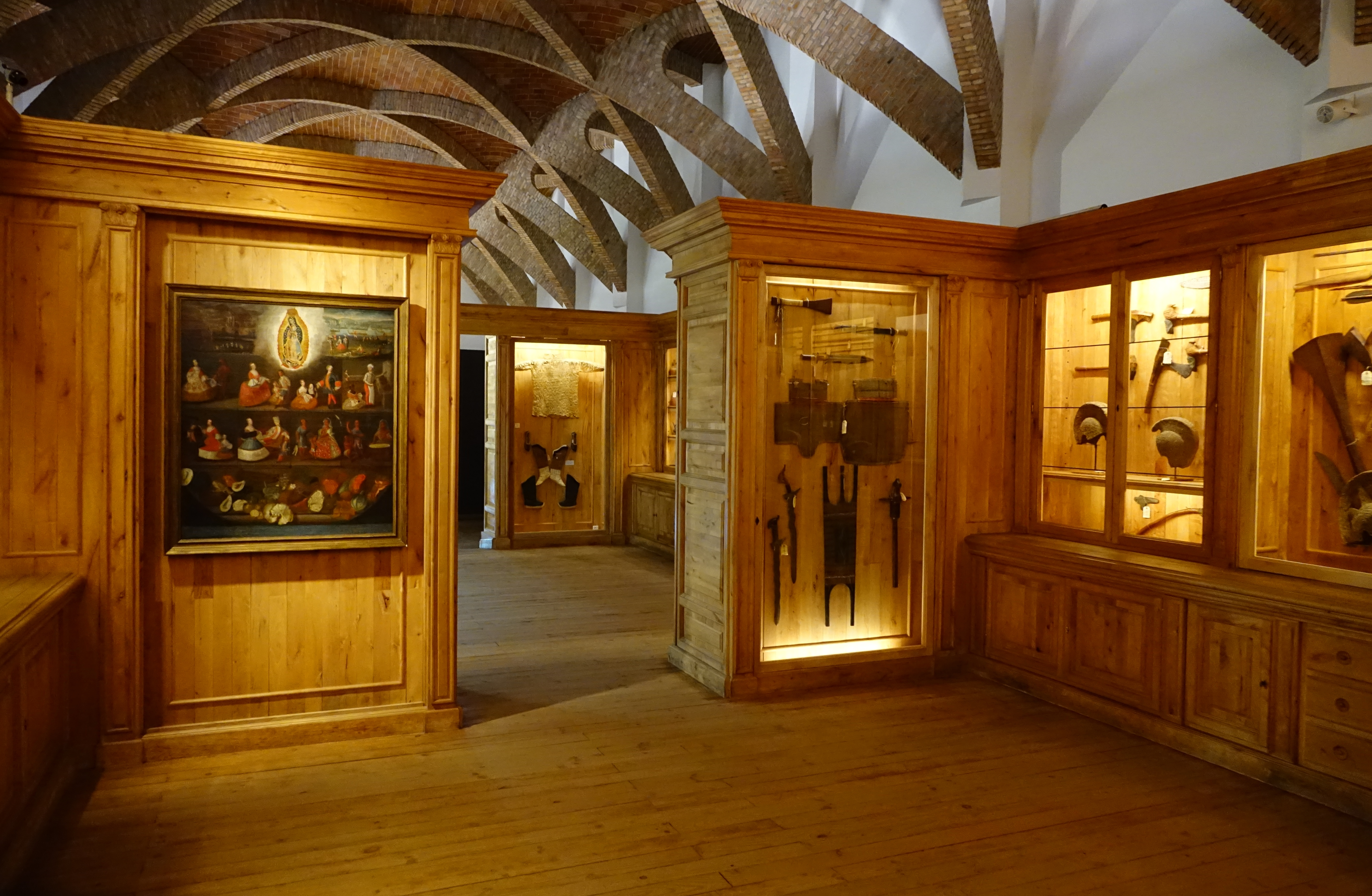
Sale che ricreano l'ambiente del Reale Gabinetto di Storia Naturale, origine del Museo.

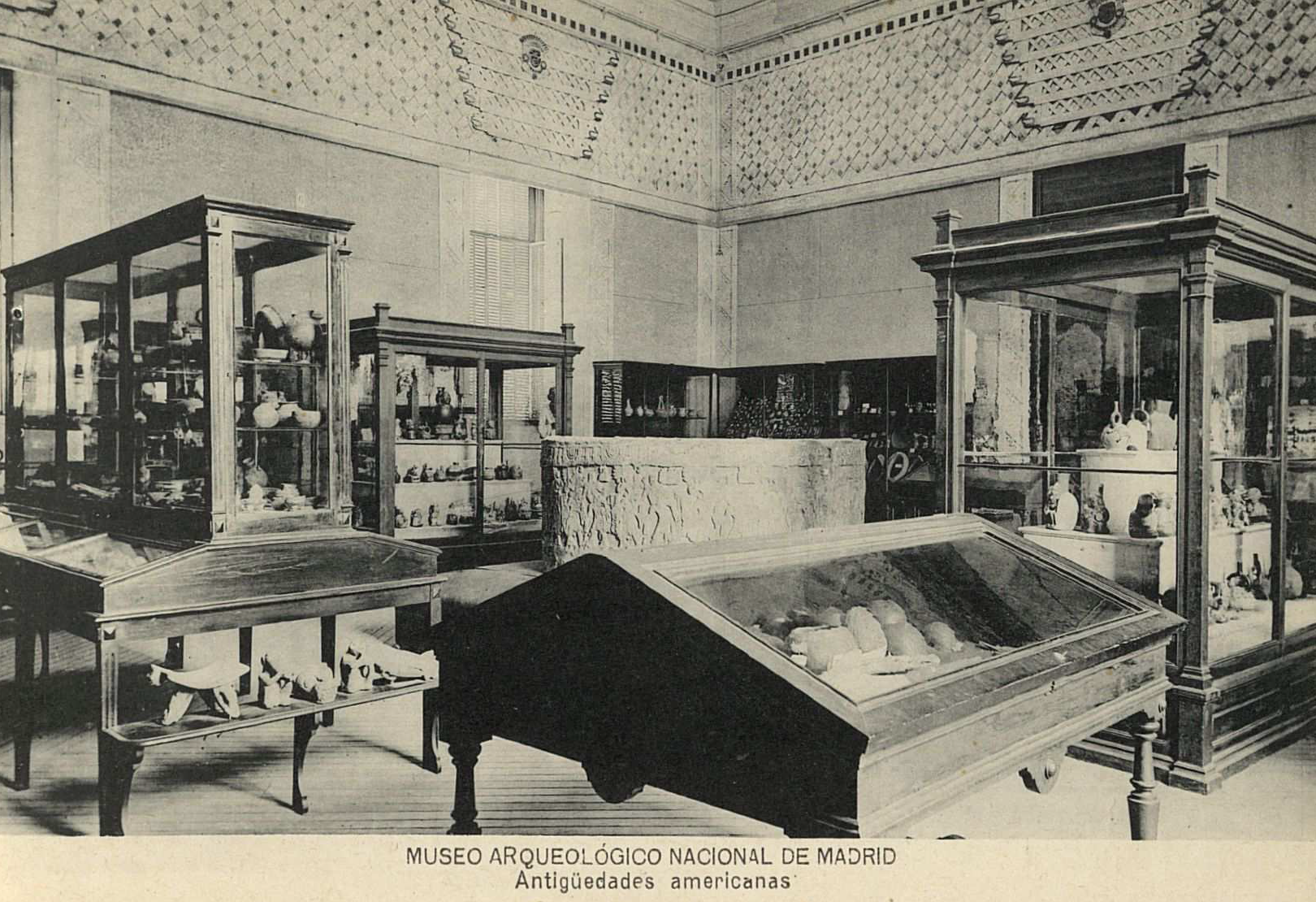
Aspetto di una delle sale che esponevano le collezioni americane quando erano esposte nel Museo Archeologico Nazionale, in una cartolina degli inizi del XX secolo della casa Hauser e Menet.

L'incendio dell'Alcázar di Madrid, del 1734, distrusse le collezioni americane che i re di Spagna avevano accumulato, compresi i pezzi offerti alla Corona dai conquistadores. Si salvarono un ridotto numero di pezzi presenti in altri luoghi, come i codici e le corone di piume conservate nel Monastero dell'Escorial e alcuni codici messicani conservati nella Reale Biblioteca Pubblica, oggi Biblioteca Nazionale di Spagna. A causa di questo evento, le collezioni più antiche attualmente nel Museo sono quelle provenienti dal Reale Gabinetto di storia naturale, costituito da Carlo III nel 1771 a partire dalla donazione della collezione che Pedro Franco Dávila aveva riunito durante il suo soggiorno di più di quattordici anni a Parigi. Con il fine di aumentare i fondi museali, questa istituzione ordinò ai territori dell'America spagnola l'invio in patria di opere rappresentative, comprendenti pezzi provenienti dai primi scavi archeologici compiuti nel nuovo continente. Vennero anche incorporati al Reale Gabinetto, dei materiali etnografici ottenuti nelle spedizioni scientifiche ai tempi della scoperta.
Nel 1868 le collezioni di antichità, arte e etnografía del Reale Gabinetto (che nel 1815 erano state dissolte e integrate, insieme ad altri istituti, nel nuovo Museo Reale di scienze naturali di Madrid, antenato diretto dell'odierno Museo Nazionale di scienze naturali) sono state trasferite al Museo Archeologico Nazionale, creato l'anno prima, oltre a quelle provenienti dal Museo delle medaglie e antichità della Biblioteca Nazionale, che aveva alcuni pezzi americani, della Scuola superiore di diplomazia e della Reale accademia della storia. Dal Museo archeologico, a sua volta, vennero separate quelle di origine americana (fino ad allora nella sezione IV o di etnografía) con il Decreto di avviamento del Museo delle Americhe, del 19 aprile 1941, il quale stabiliva che «Il fondo iniziale verrà costituito dalle collezioni di etnografia e archeologia americana esistenti nel Museo archeologico nazionale, con i suoi libri, vetrine e arredo». Anche se il decreto di fondazione non le menzionava, vennero passate al nuovo museo le collezioni di Filippine e Oceania, oltre ad una piccola collezione africana, compresi pezzi provenienti dai luoghi senza relazione alcuna con le esplorazioni e conquiste ultramarine spagnole, come il gruppo di circa cento oggetti sami che era stato donato al museo nel 1896 dall'ingegnere svedese Åke Sjögren.
Creato il nuovo museo, la collezione venne installata provvisoriamente nell'ala sinistra della pianta principale del palazzo, con inaugurazione il 13 luglio 1944. Il museo era costituito da undici sale, sette dedicate ai fondi precolombiani e le altre quattro a quelli coloniali. Nel 1962 iniziò il trasferimento alla sua postazione definitiva, inaugurata ufficialmente tre anni dopo, il 17 luglio 1965. Il Museo è rimasto chiuso tra il 1981 e 1994 per lavori di ristrutturazione.
Oggi è qualificato Bene di interesse culturale con categoria di monumento in virtù del Decreto 474/1962, del 1º marzo (BOE del 9 marzo), mediante il quale determinati musei sono stati dichiarati monumenti storico-artistici.

## Sede

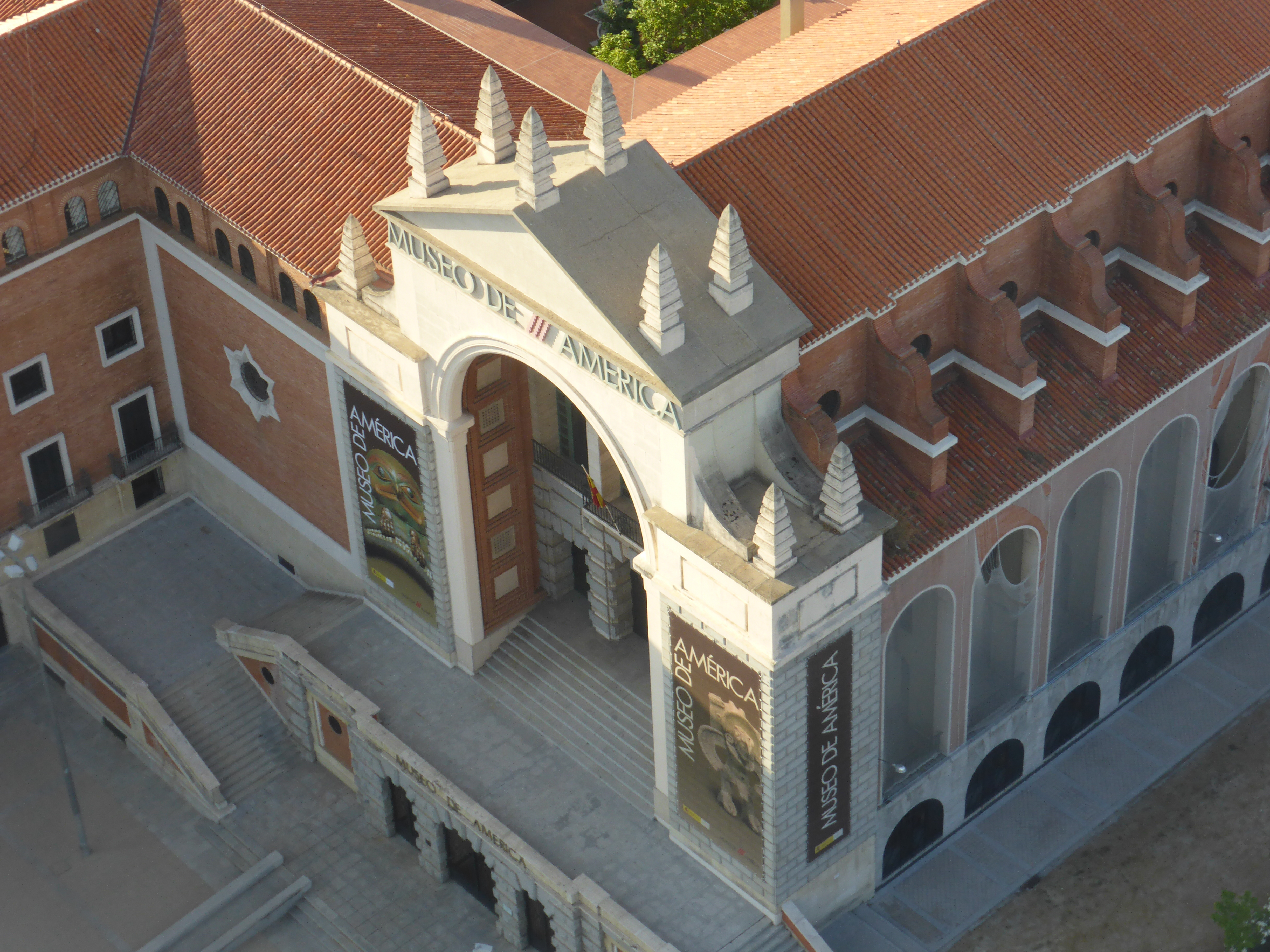
Dettaglio della facciata principale dal Faro di Moncloa.

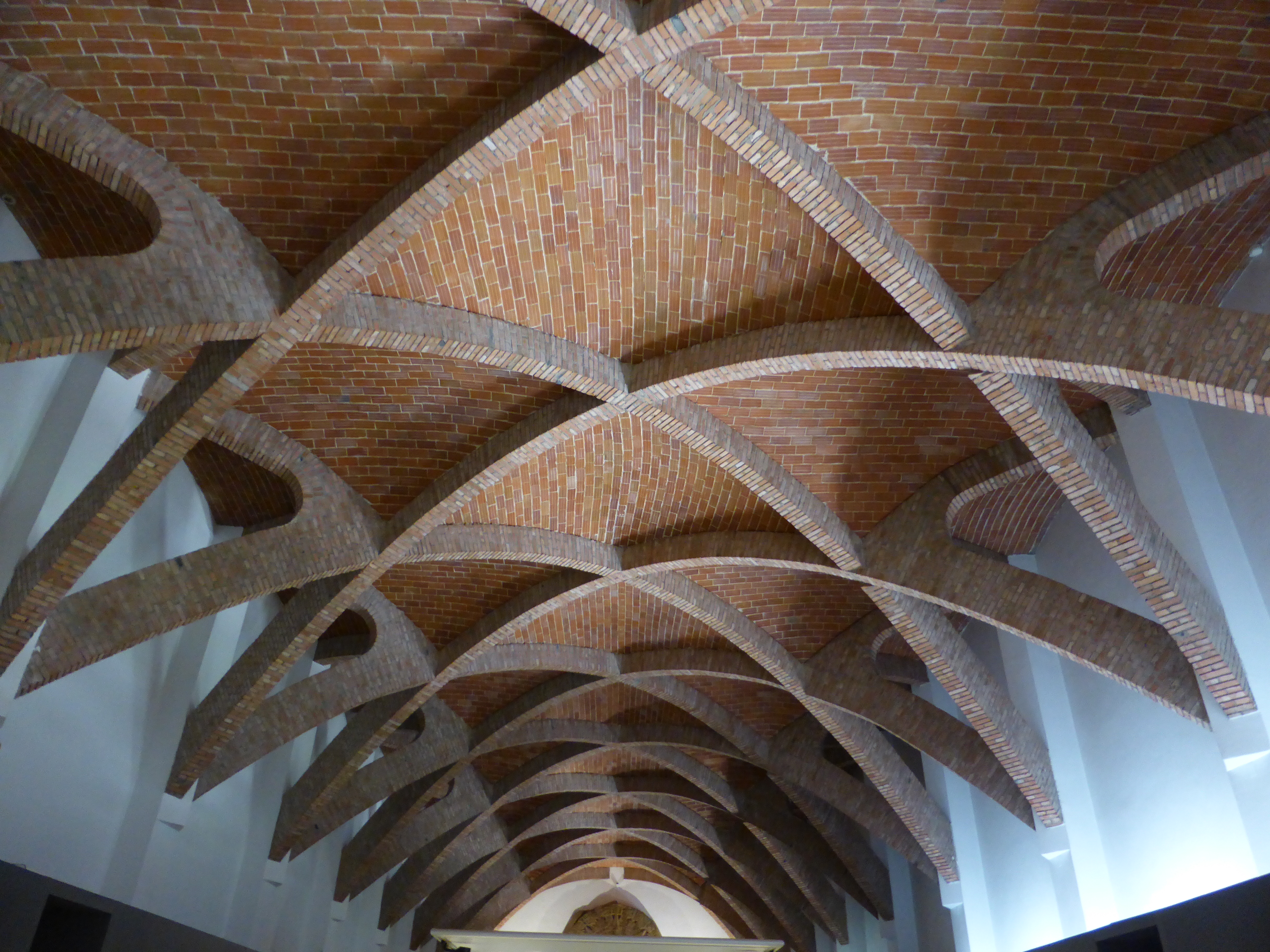
Volta in folio con nervature, al primo piano, sale 1 e 2.

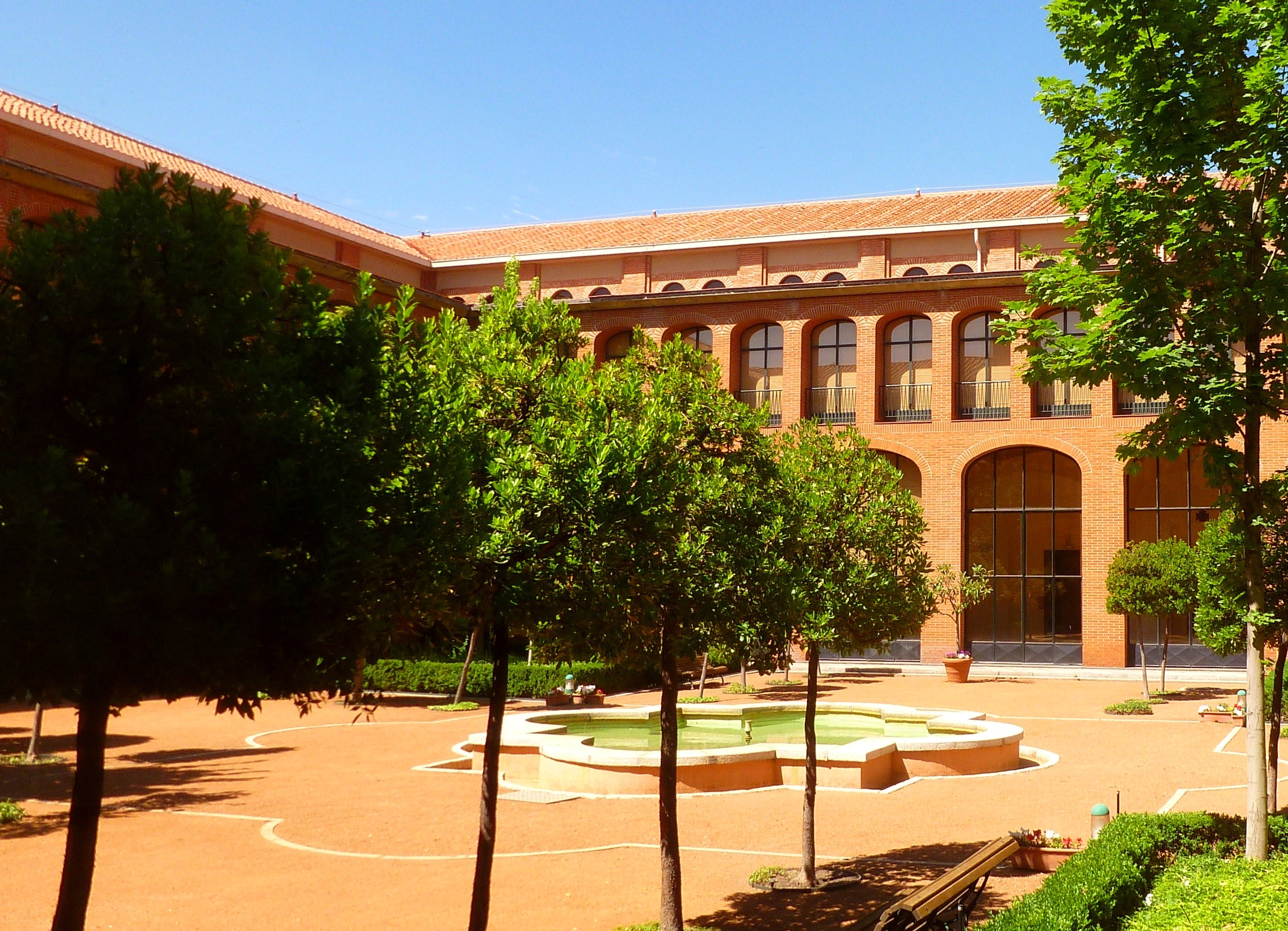
Veduta del chiostro.

Circondato da spazi alberati, il Museo delle Americhe è situato in una zona del campus dell'Università Complutense per consacrare i vincoli tra Spagna e il continente americano. La sua superficie totale è di 17.400 m² e conta sedici sale dedicate alla collezione permanente e tre ad esposizioni temporanee.
La progettazione dell'immobile venne affidata, da Pedro Muguruza che occupava l'incarico di direttore generale di architettura, a Luis Moya, che chiese a Luis Martínez-Feduchi di collaborare al progetto. I due concepirono un edificio di stile neocoloniale, con l'interno organizzato intorno a un chiostro centrale con giardino, al modo delle missioni e dei palazzi coloniali. Moya si occupò delle parti strutturali e Martínez-Feduchi di quelle storiche e decorative, come la torre. Gli architetti, a causa della scarsità di ferro e cemento, che c'era in Spagna in quell'epoca, decisero per una struttura integralmente in mattoni, coprendola con volte in folio, tutte differenti, alcune delle quali rinforzate con nervature che raggiungono i dodici metri di luce. Le opere vennero realizzate tra il 1943 e il 1954, anche se alcune parti del progetto non vennero completate. Oltretutto, fino alla ristrutturazione, il Museo ha dovuto condividere l'edificio con altre istituzioni che a partire dal 1952 vi vennero installate: la parrocchia della Città Universitaria — chiesa parrocchiale di San Tommaso d'Aquino, inserita nella sala che era destinata ad esposizioni temporanee, la Scuola maggiore sacerdotale, il seminario sacerdotale hispanoamericano, il Museo nazionale di scultura (1961-1990), il Liceo di conservazione e Restauro di opere d'arte e la Scuola di restauro.
Nel 1980 venne avviata una profonda ristrutturazione dell'edificio causando la chiusura temporanea del Museo dal 28 dicembre 1981. Durante i primi cinque anni, fino 1986, rimase aperta una sala per esposizioni temporanee, e successivamente la chiusura fu totale. Durante i lavori la collezione venne spostata in istituzioni esterne situate nelle vicinanze.

## Collezioni

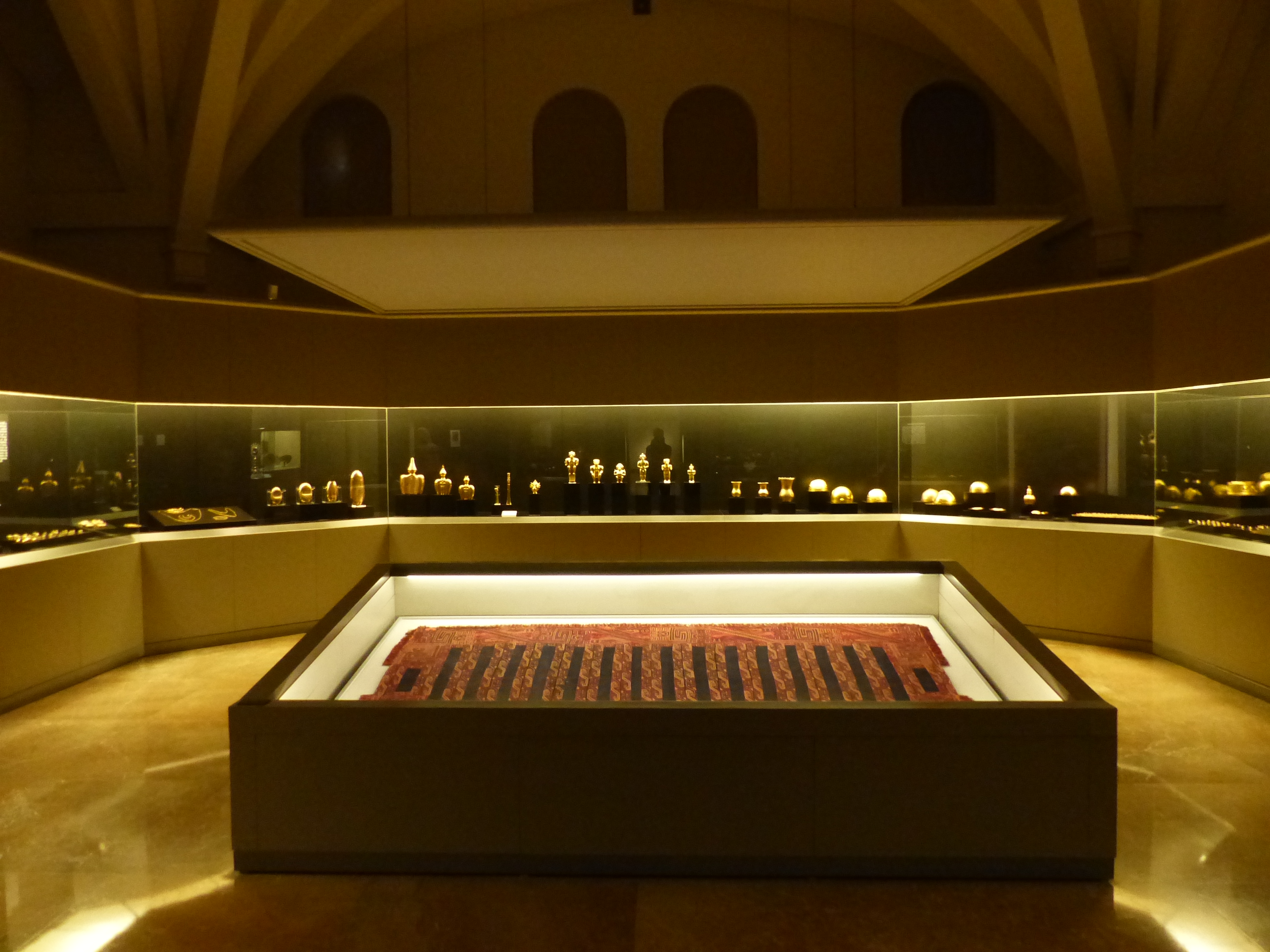
Sala nella quale è esposto il Tesoro dei Quimbaya, uno dei grandi pezzi della collezione. In primo piano, il mantello trovato accanto alla mummia della cultura Paracas.

Il museo conserva più di venticinquemila pezzi, dei quali sono esposti circa duemilacinquecento. Le collezioni comprendono archeologia precolombina, arte coloniale e etnografia. Vanno dall'anno 10.000 a. C., nel Paleolitico, fino ai giorni nostri, e provengono da tutto il continente, non solo dall'America spagnola, ma anche dai territori nei quali non ci fu mai una presenza spagnola permanente, come certe zone degli Stati Uniti, Brasile, Canada e Suriname.
Secondo Paz Cabello, già sua direttrice, questo museo «è il più completo. Anche se in Europa e nelle Americhe ci sono musei che hanno più fondi, le nostre collezioni sono molto ampie, molto belle e molto antiche e queste tre caratteristiche non si discutono. Ci sono molti pezzi che datano dall'epoca delle colonie e gli altri musei non hanno niente del genere perché circoscrivono le collezioni soprattutto agli aspetti indigeni. Non bisogna dimenticare che questo è un museo etnografico e archeologico».
I fondi più antichi sono quelli provenienti del Reale Gabinetto di storia naturale. Due delle sale del museo sono state destinate a ricreare l'aspetto delle case del tempo, basandosi su progetti e disegni originali. Le collezioni sono state incrementate, nel tempo, mediante donazioni e lasciti.
La sistemazione originaria seguiva un criterio tradizionale, geografico e cronologico, ma nella ristrutturazione venne trasformata secondo un criterio tematico, strutturato in cinque aree: «La scoperta delle Americhe», «La realtà delle Americhe», «La società», «La religione» e «La comunicazione».

### Archeologia
Le culture meglio rappresentate sono quelle centroandine, ovvero dell'Antico Perù, odierni Perù e Bolivia. Sono quelle che hanno una presenza maggiore di reperti, con varie migliaia di pezzi, e anche più vari.

#### Mesoamerica
Nel 1872 venne fatta la prima acquisizione di una grande collezione, quella di José Ignacio Mirò, che includeva tre teste in pietra maya che decoravano edifici di Uxmal (Messico), e soprattutto il frammento piccolo o Cortesiano del libro più importante della collezione del museo e uno dei pezzi più significativi della collezione maya dell'istituto, il Códice Tro-Cortesiano, o Codice di Madrid, uno dei quattro unici codici maya conservati in tutto il mondo (successivamente è stato acquistato un altro frammento, il grande o Troano, nel 1888). Un'altra opera maya rilevante del museo è la Stele di Madrid, una delle due gambe che sostenevano il trono del re Pakal di Palenque.
Della collezione azteca rimane il Codice Tudela, o Codice del Museo delle Americhe, acquistato nel 1948, il secondo libro più importante della collezione dell'istituto dopo il Codice Tro-Cortesiano.
Anche se è stata separata, per la sua qualità e per lo spazio coperto dalle collezioni, la donazione del diplomatico Luis Mariñas Otero, inserita nel 1989, è costituita da ottantasei pezzi precolombiani, ottantacinque ceramiche e una figura in pietra della zona di El Salvador.[23]

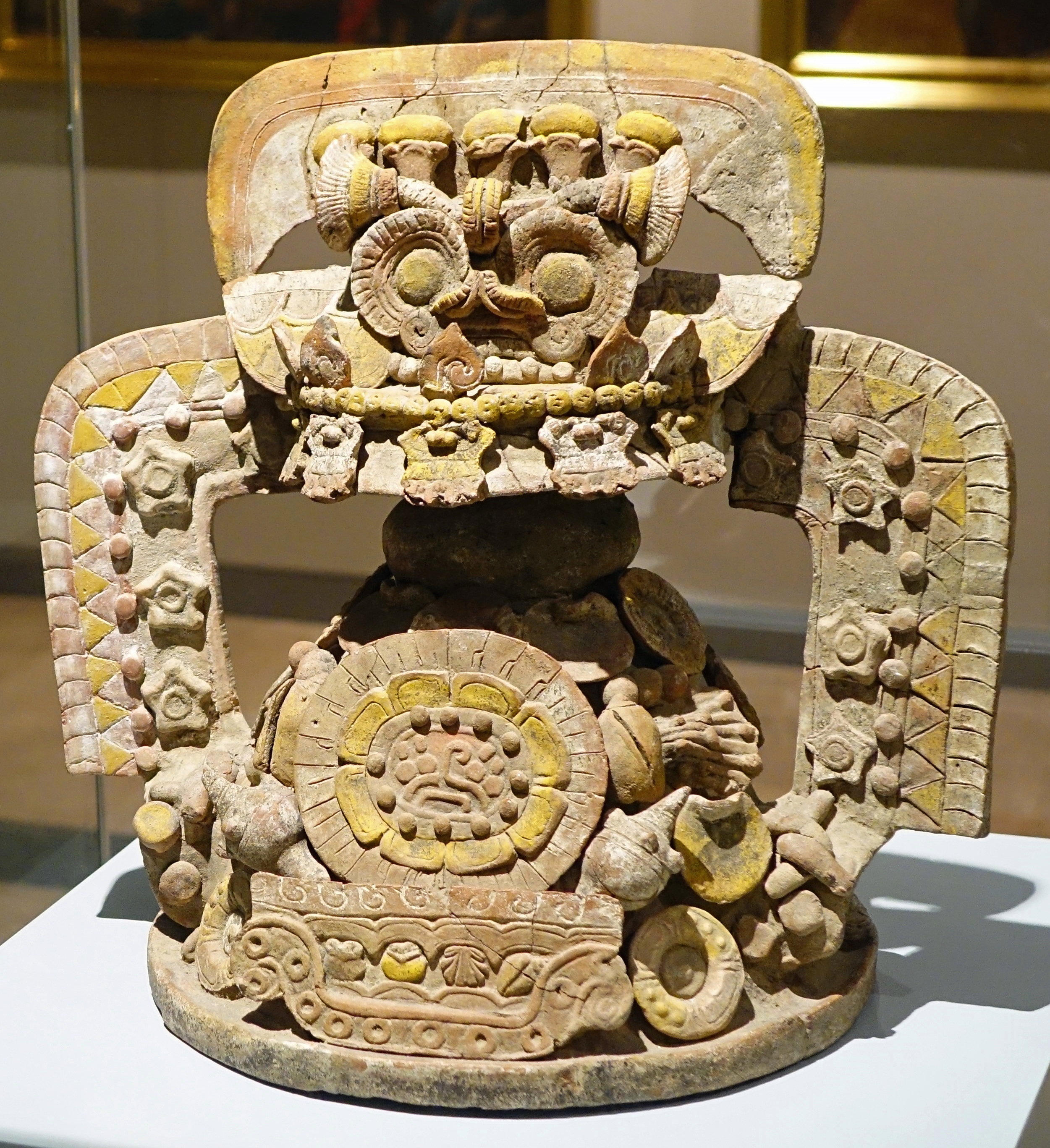
Coperchio di incensario con rappresentazione del dio della pioggia Tlaloc. Teotihuacan, fase Xolalpan (400-650), Messico.
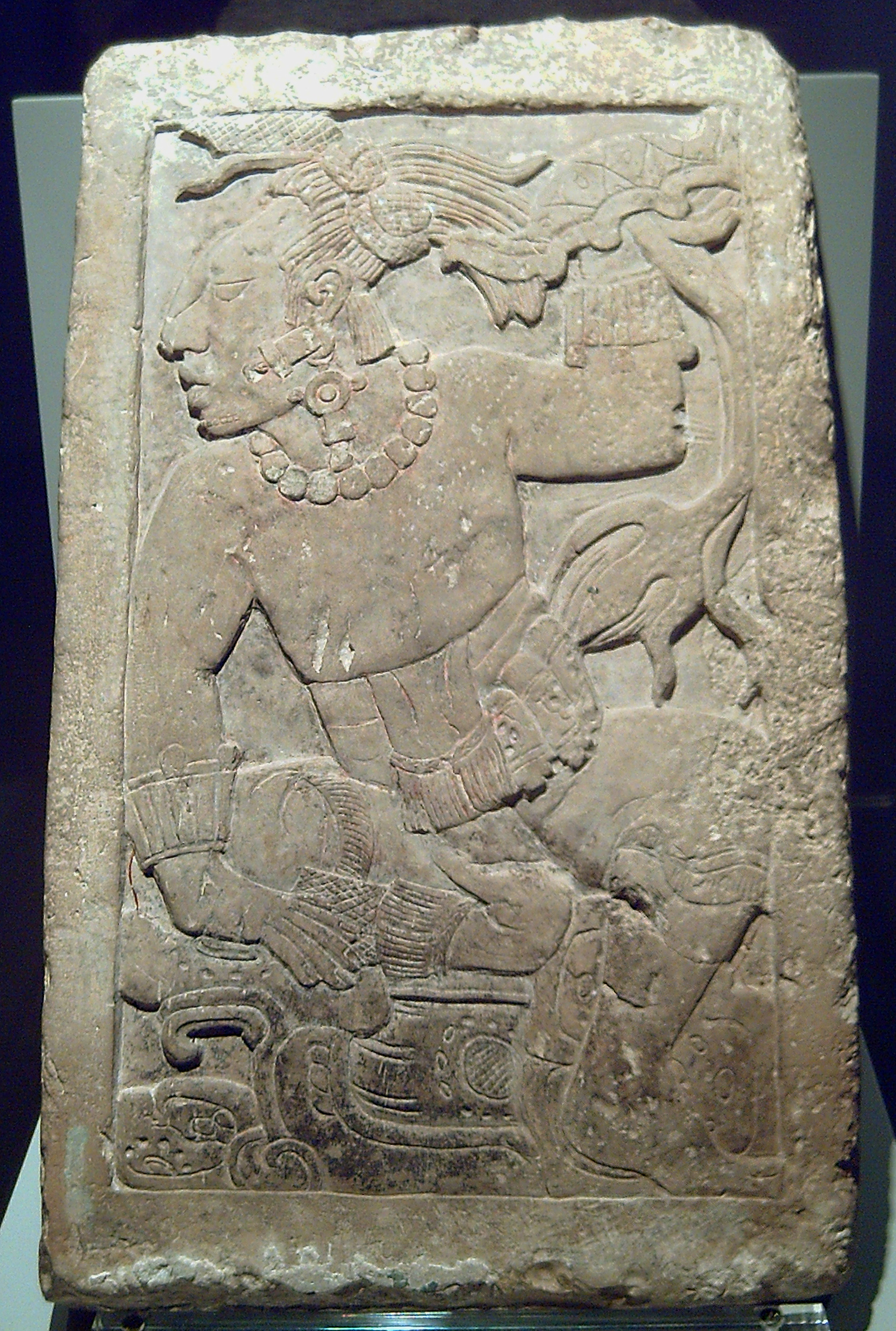
Stele maya proveniente da Palenque conosciuta come Stele di Madrid, 600-800.
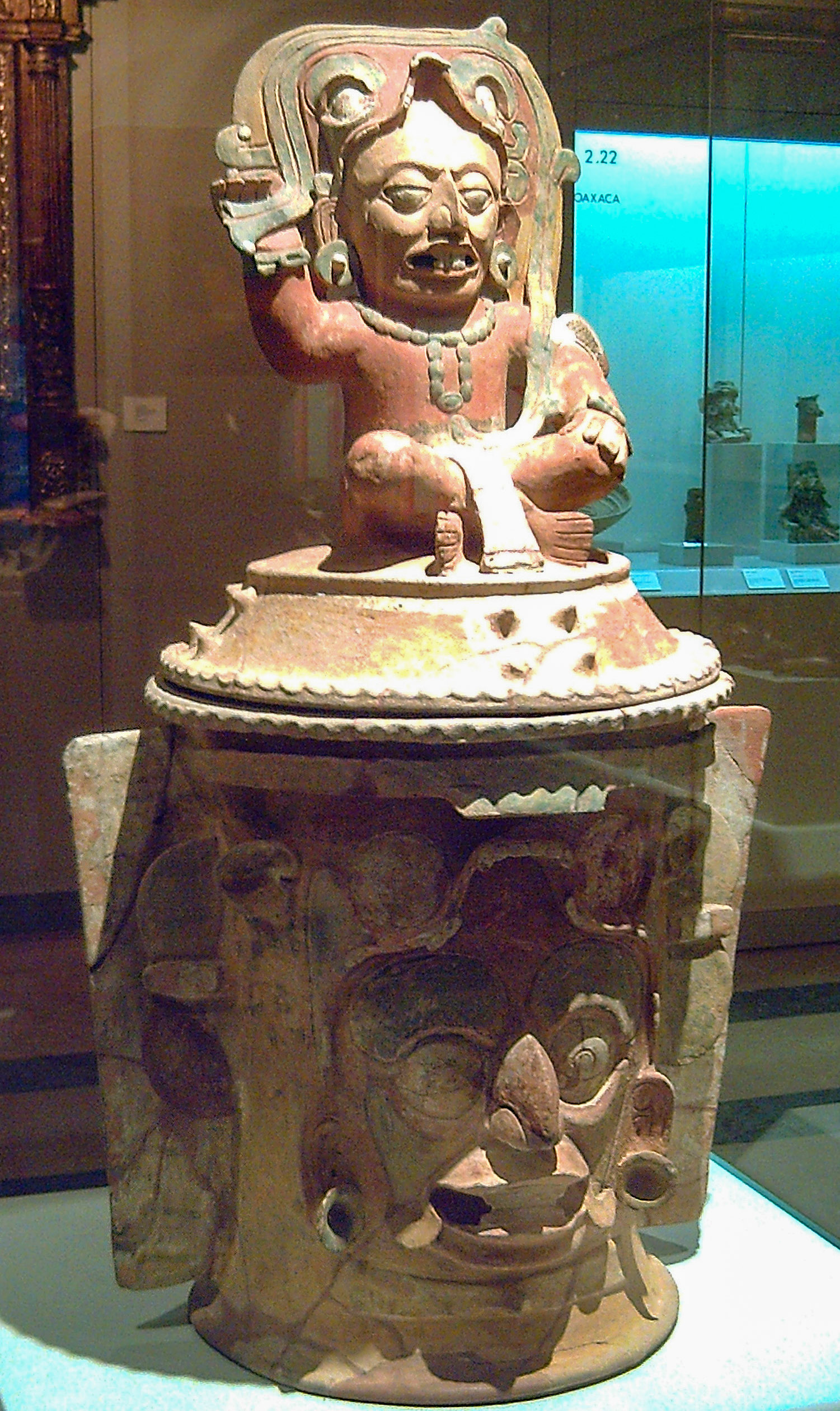
Urna funeraria maya con rappresentazione di Kinich Ahau, 600-900.
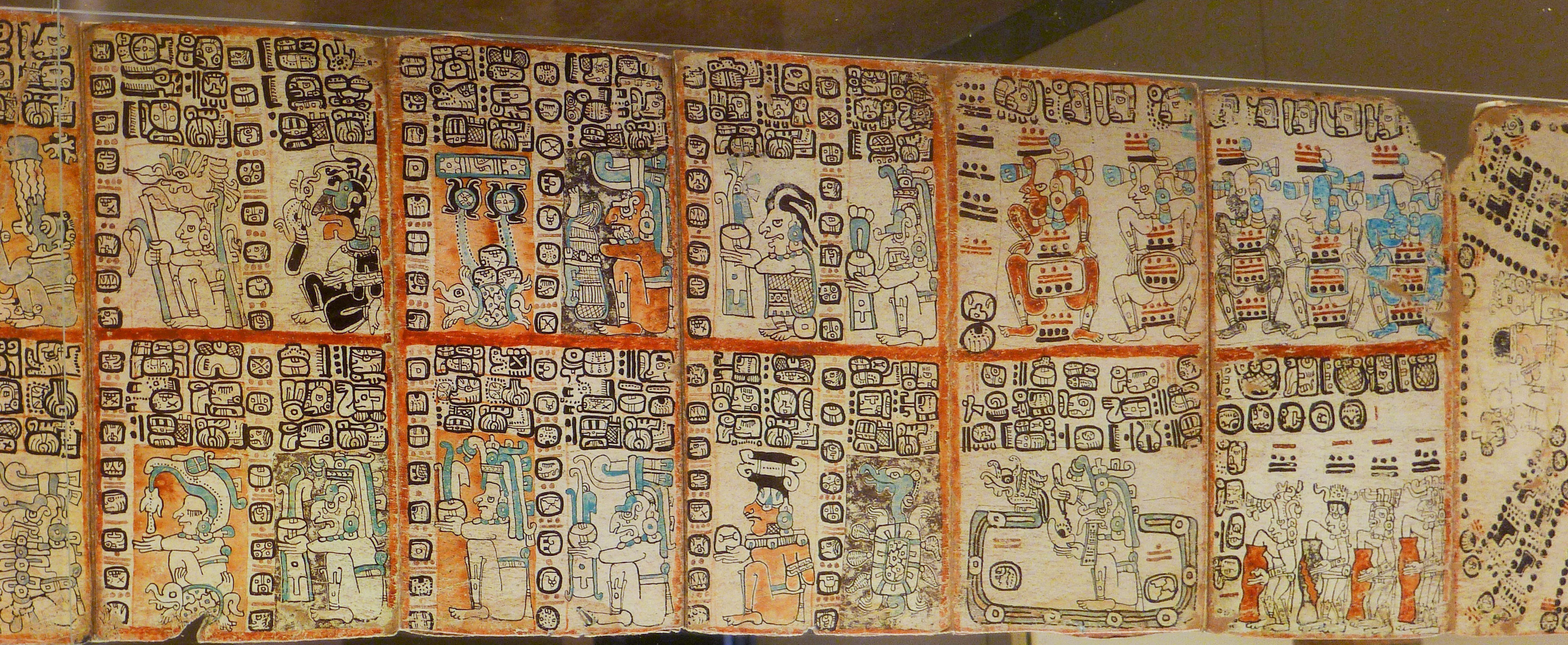
Facsimile del Codice Tro-Cortesiano o Codice di Madrid (maya, 1250-1500) (dettaglio).
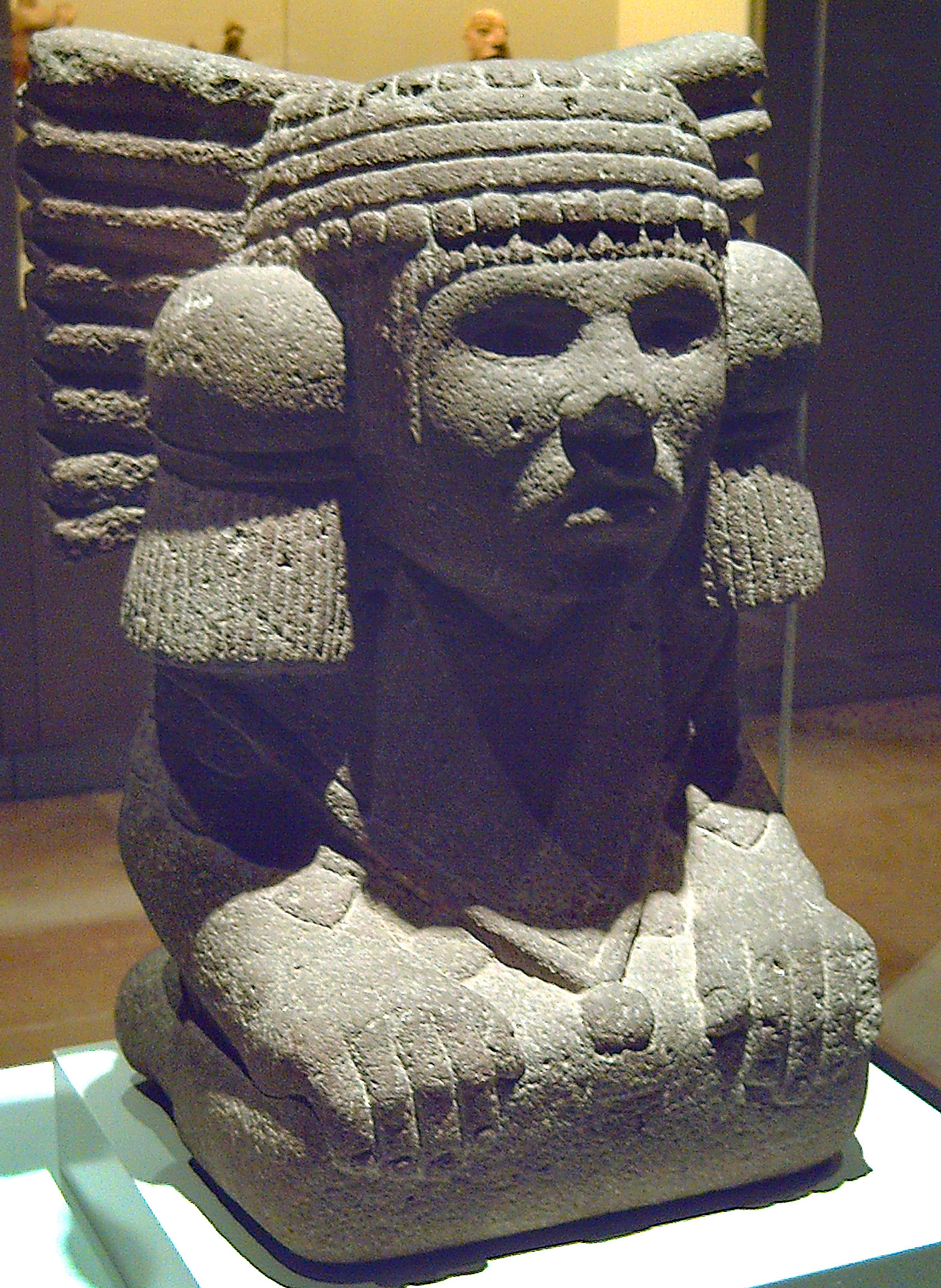
Statua in pietra del dio azteco delle acque, Acuecucyoticihuati. 1350-1521.
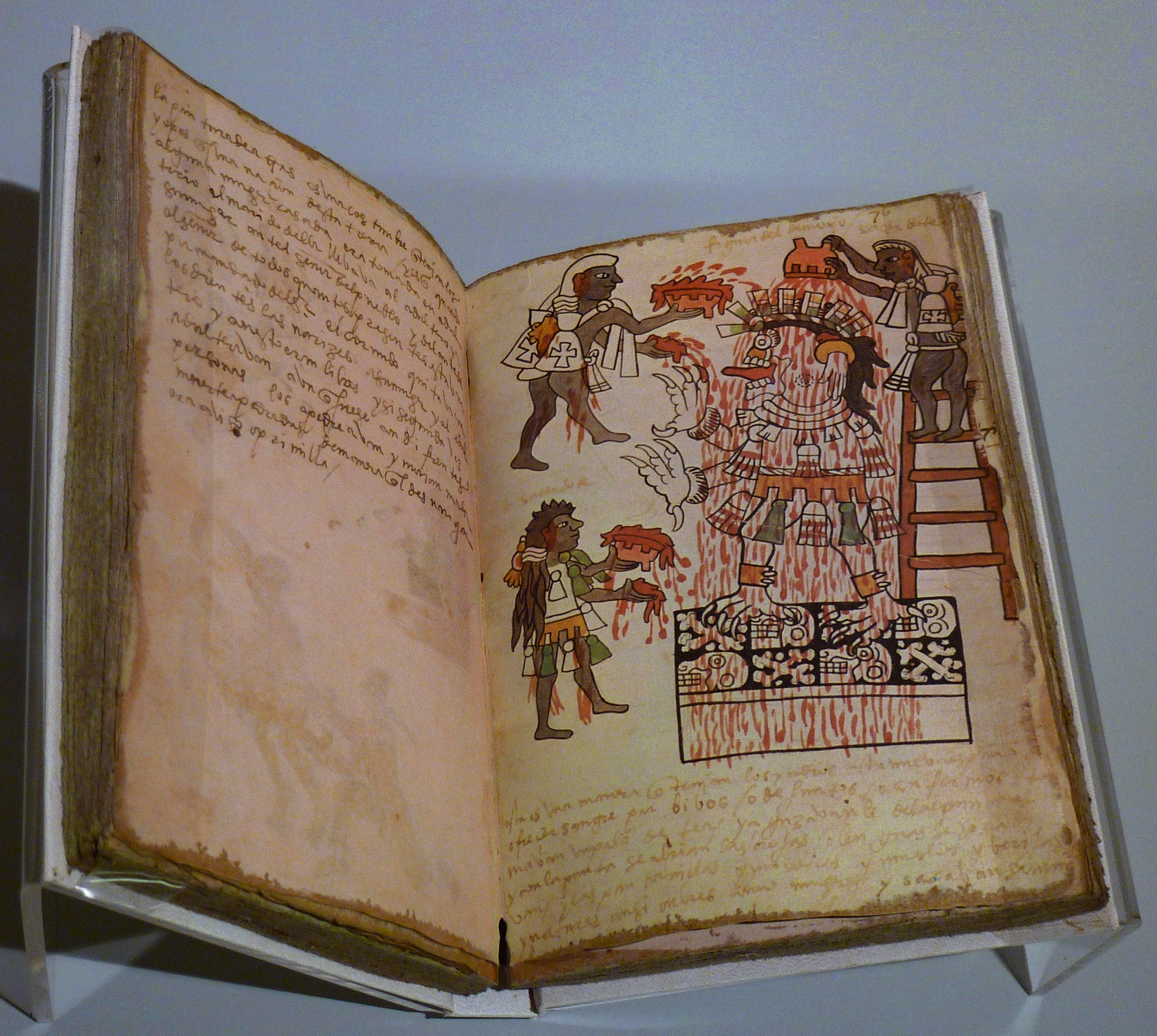
Facsimile del Codice Tudela o del Museo delle Americhe, azteca, 1553.

#### America Centrale e Caraibi
Costituita da Nicaragua, Costa Rica, Panama, Antille e dalla striscia costiera del Venezuela.

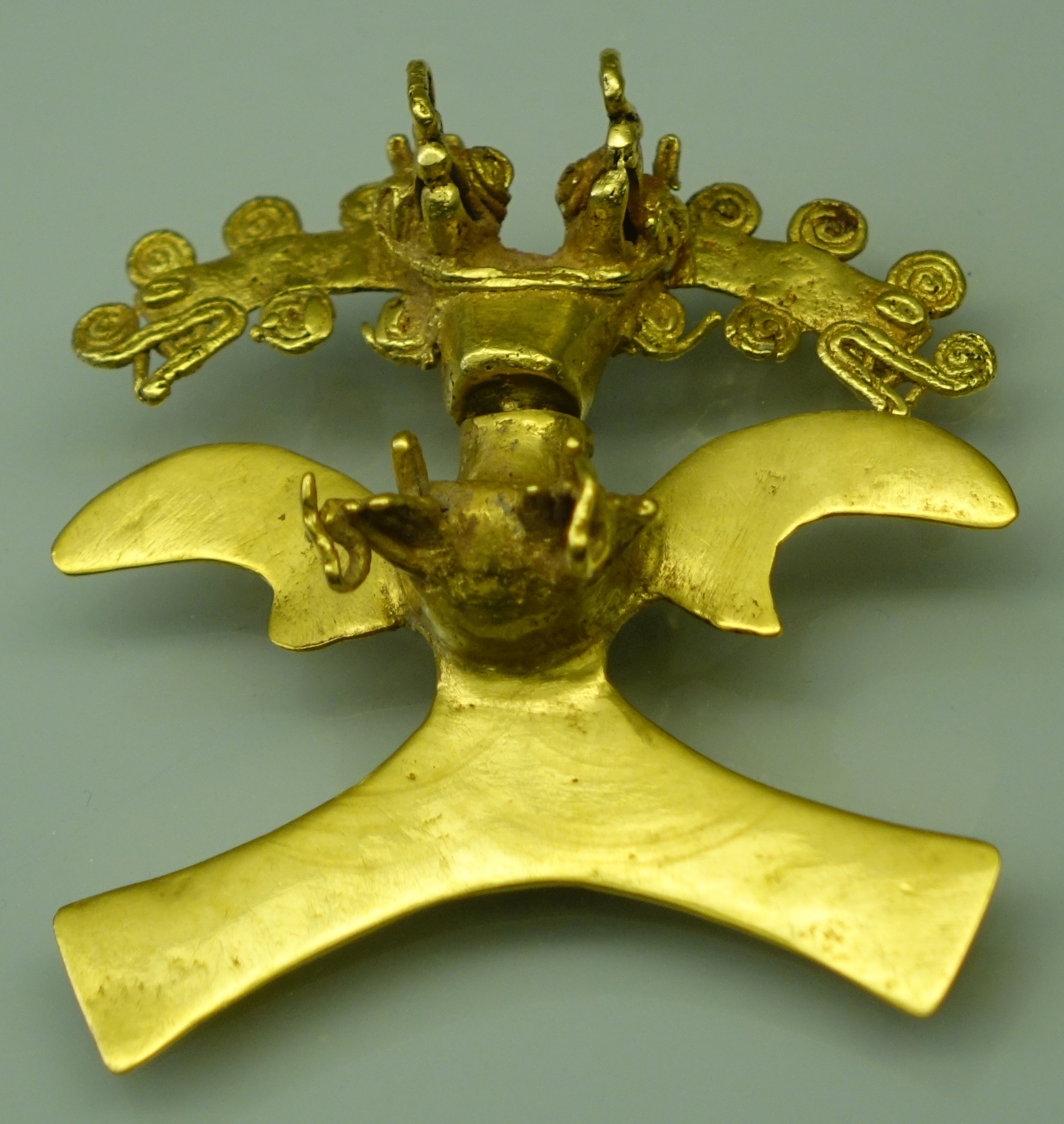
Pendente in oro. Cultura Diquís, periodo V-VI (700-1500), Costa Rica.

#### Area andina nord
Comprende Colombia e gran parte dell'Ecuador.
Dopo la chiusura dell'Esposizione storica-americana del 1892, commemorativa del IV centenario della Scoperta, diversi stati americani donarono vari oggetti precolombiani esposti alla mostra. Tra essi i centoventitré pezzi del Tesoro dei Quimbaya, donati dal Governo della Colombia in ringraziamento per l'intermediazione della Spagna nel conflitto di confine con il Venezuela, che culminò con un lodo arbitrale, dettato dalla regina reggente María Cristina di Habsburgo-Lorena, nel quale venivano riconosciuti i diritti colombiani sul margine sinistro del fiume Orinoco. Secondo Paz Cabello, questa collezione di oreficeria quimbaya «è unica e di un valore inestimabile. È la più importante al mondo e molto superiore a quella esposta nel Museo dell'oro di Bogotà».
Per l'Ecuador ci sono pezzi delle culture Baia, Jama-Coaque, Chorrera e manteña, e tra queste le «sedie manteñas», considerate tradizionalmente troni ceremoniali ma che in realtà erano ricettacoli, probabilmente per contenere urne funerarie con i resti di antenati dei cacicchi. Ci sono oggetti della cultura di Valdivia, una delle prime culture ceramiche del continente, incluse varie figure conosciute come «Venere di Valdivia».

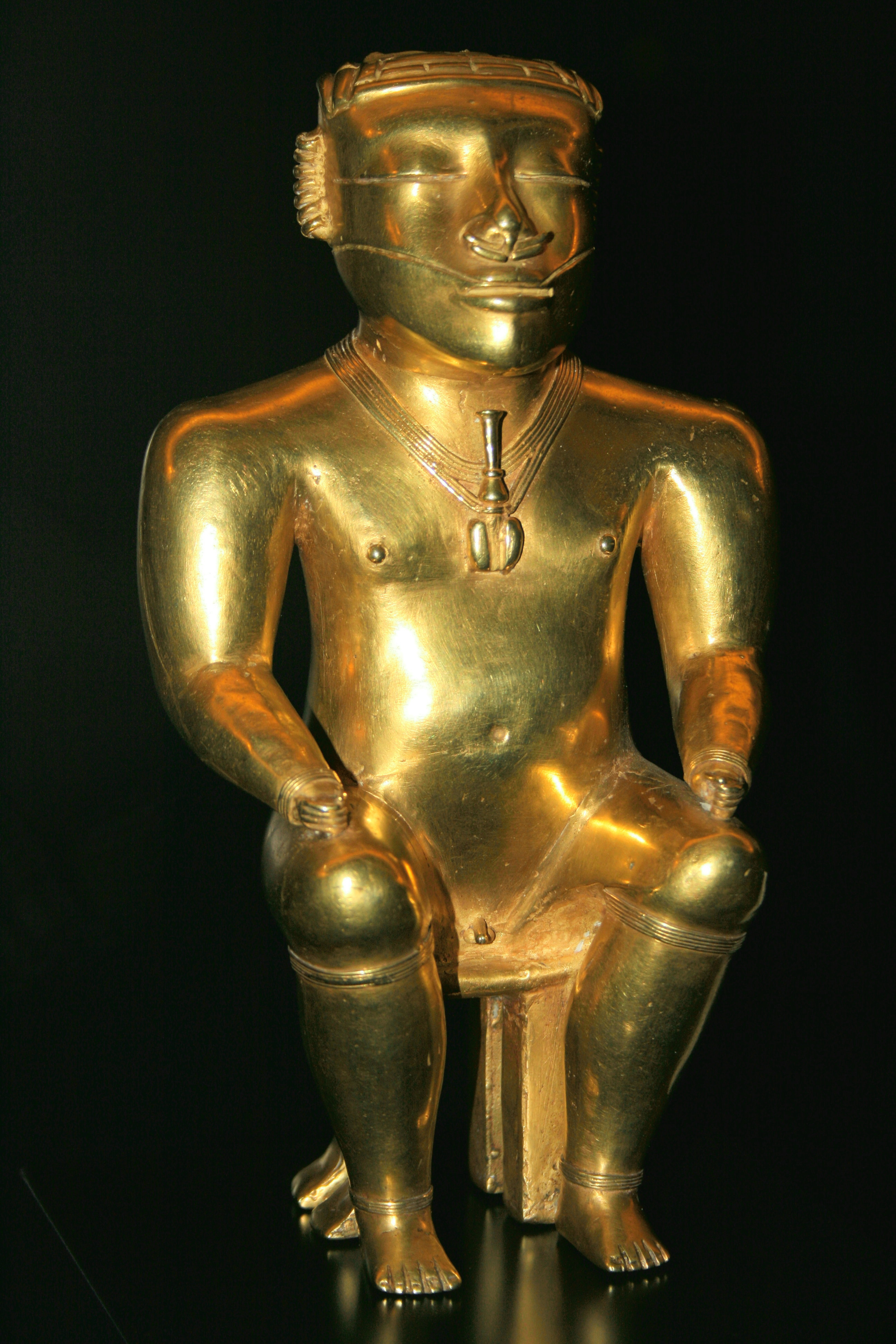
Statuetta di oro appartenente al Tesoro dei Quimbaya.

#### Area centroandina (Antico Perù)
Importante particolarmente la collezione inca, una delle più belle del museo e delle migliori a livello mondiale. Proviene per la maggior parte della donazione di Juan Larrea, che nel 1937 ha donato la sua collezione — riunita in soli due mesi durante il suo soggiorno in Perù - costituita da cinquecento sessantadue oggetti di arte precolombiana, principalmente inca, la più completa e interessante, artisticamente e antropologicamente, di questa cultura che esiste fuori dal continente americano. A questa si aggiunge la donazione di oggetti incaici fatta, nel 1920, dal peruviano Rafael Larco Herrera (fondatore del museo che porta il suo nome a Lima), consistente in cinquecento ottanta bicchieri in terracotta, cinquanta in metallo, armi in bronzo e due mummie con tessili.
Importante anche la collezione di ceramica di Nazca, una delle più importanti al mondo, per quantità — intorno a mille duecento pezzi — qualità e varietà. Un altro notevole pezzo della collezione è la mummia di Paracas.

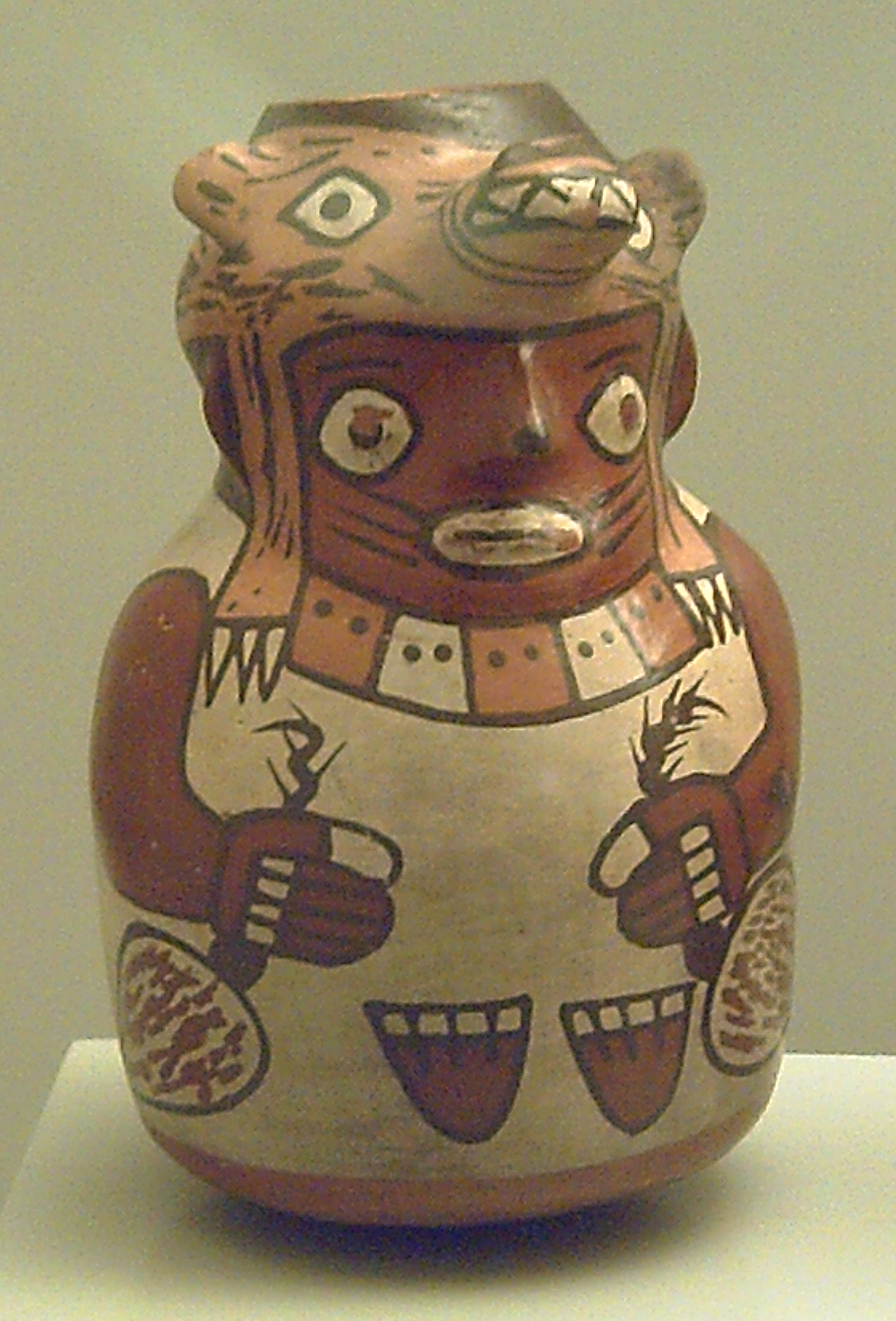
Vasija in ceramica di Nazca Perù, 100-700.
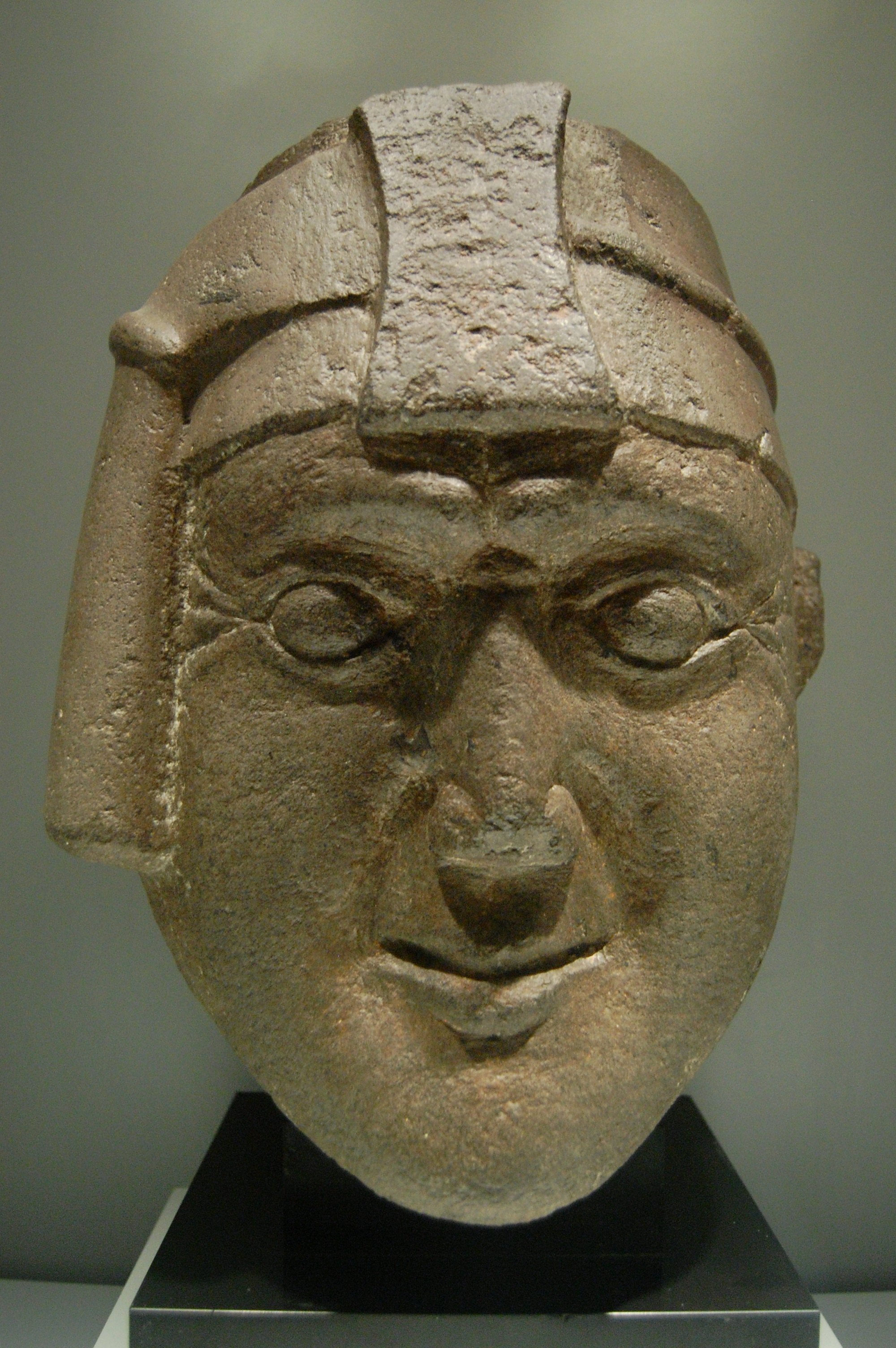
Testa chiamata dell'Inca Viracocha, 1400-1533. Donazione Juan Larrea.
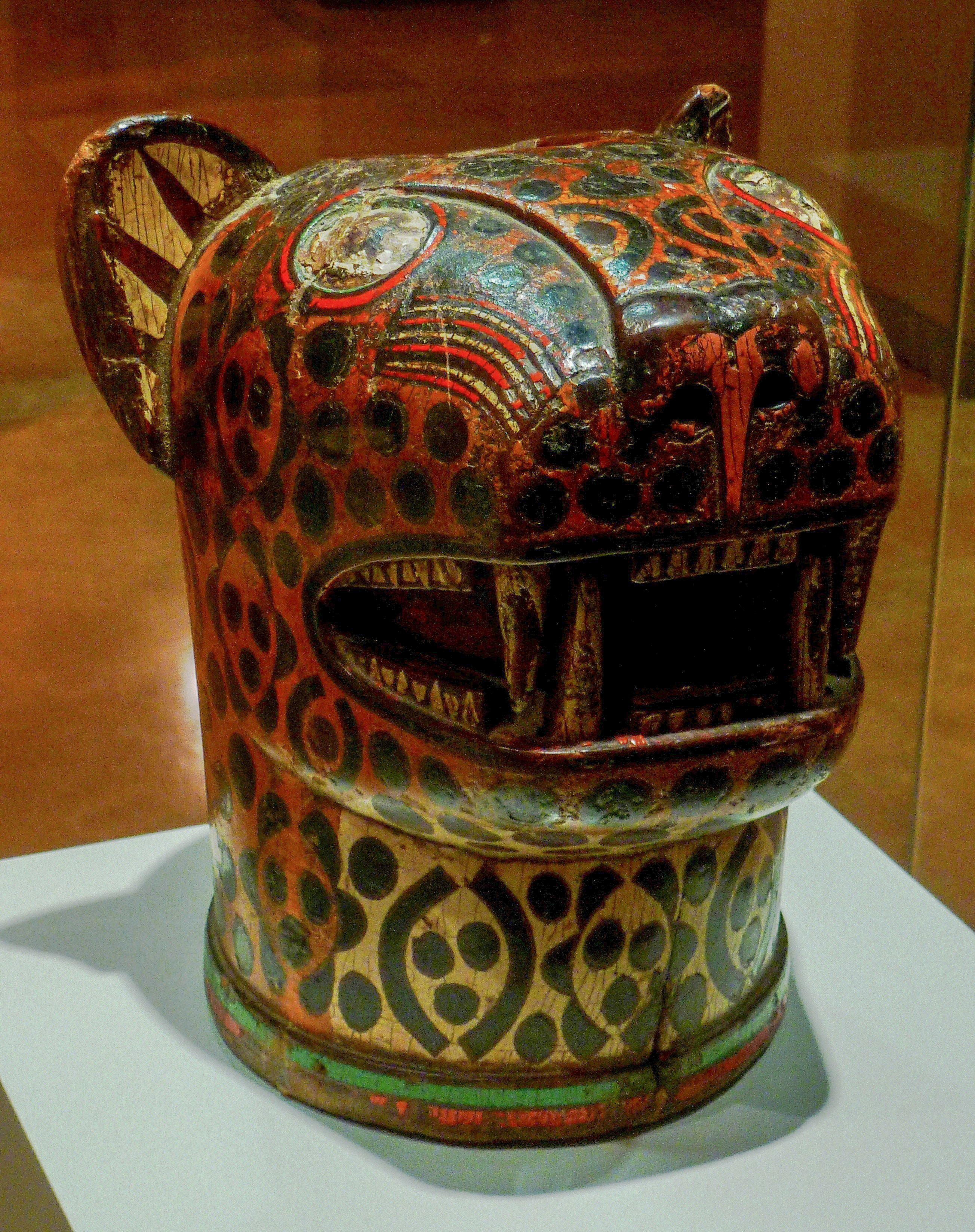
Kero a forma di testa di giaguaro. Legno. Regione di Cusco, Perù, 1532-1600, inca-coloniale. Donazione Juan Larrea.

### Etnografía
Assai importanti le collezioni donate da scienziati spagnoli dei secoli XVIII e XIX, specialmente le collezioni indigene della costa nord-est degli Stati Uniti e Canada. In questo campo spicca la donazione di cento sessantanove disegni della spedizione Malaspina effettuata da Carlo Sanz nel 1961. Altrettanto di grande importanza la collezione di manufatti di piume.

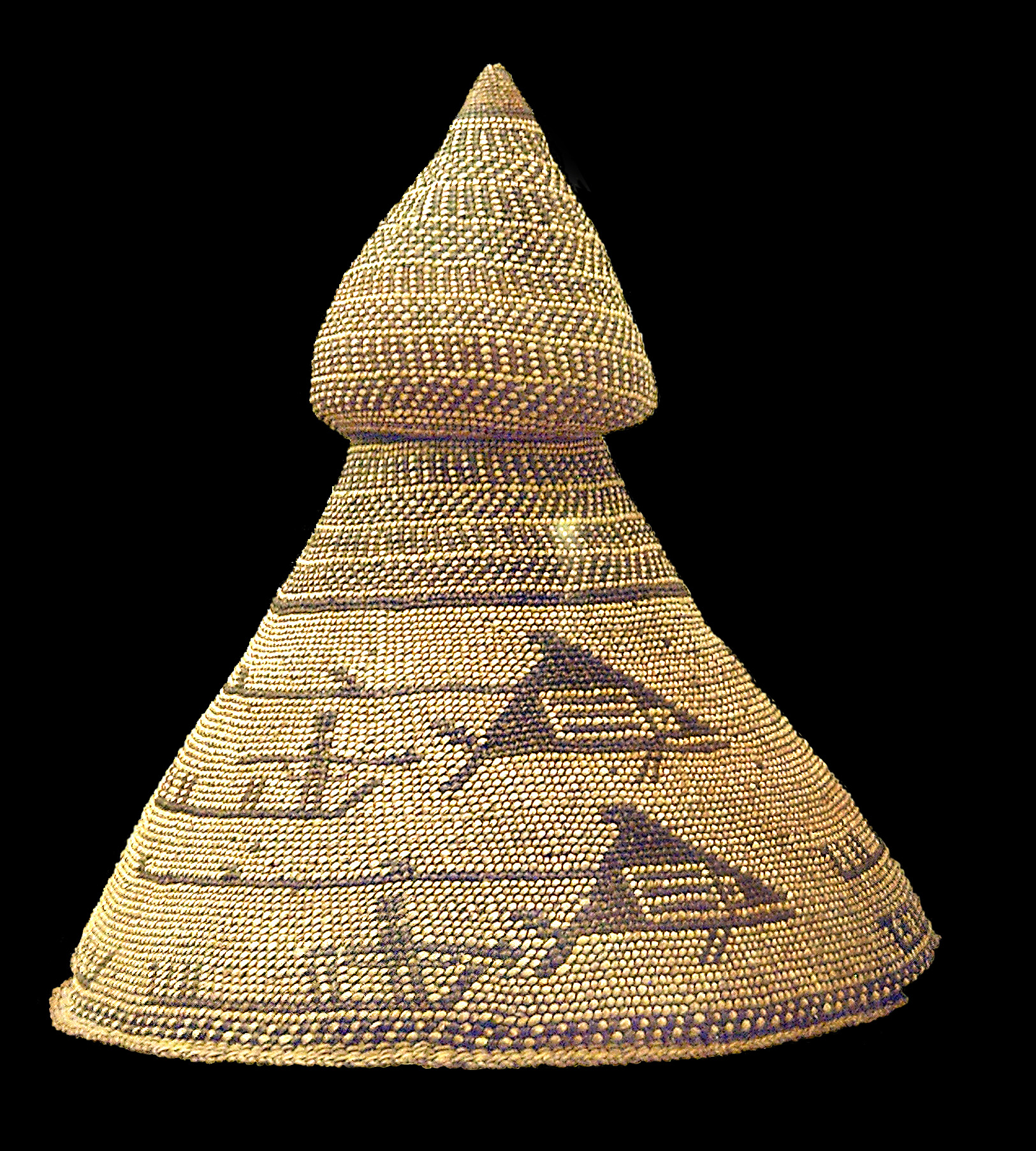
Cappello di capo di Caza de ballenas 'nutka (odierne Columbia Britannica, Canada), secolo XVIII, provenienti da spedizioni spagnole.
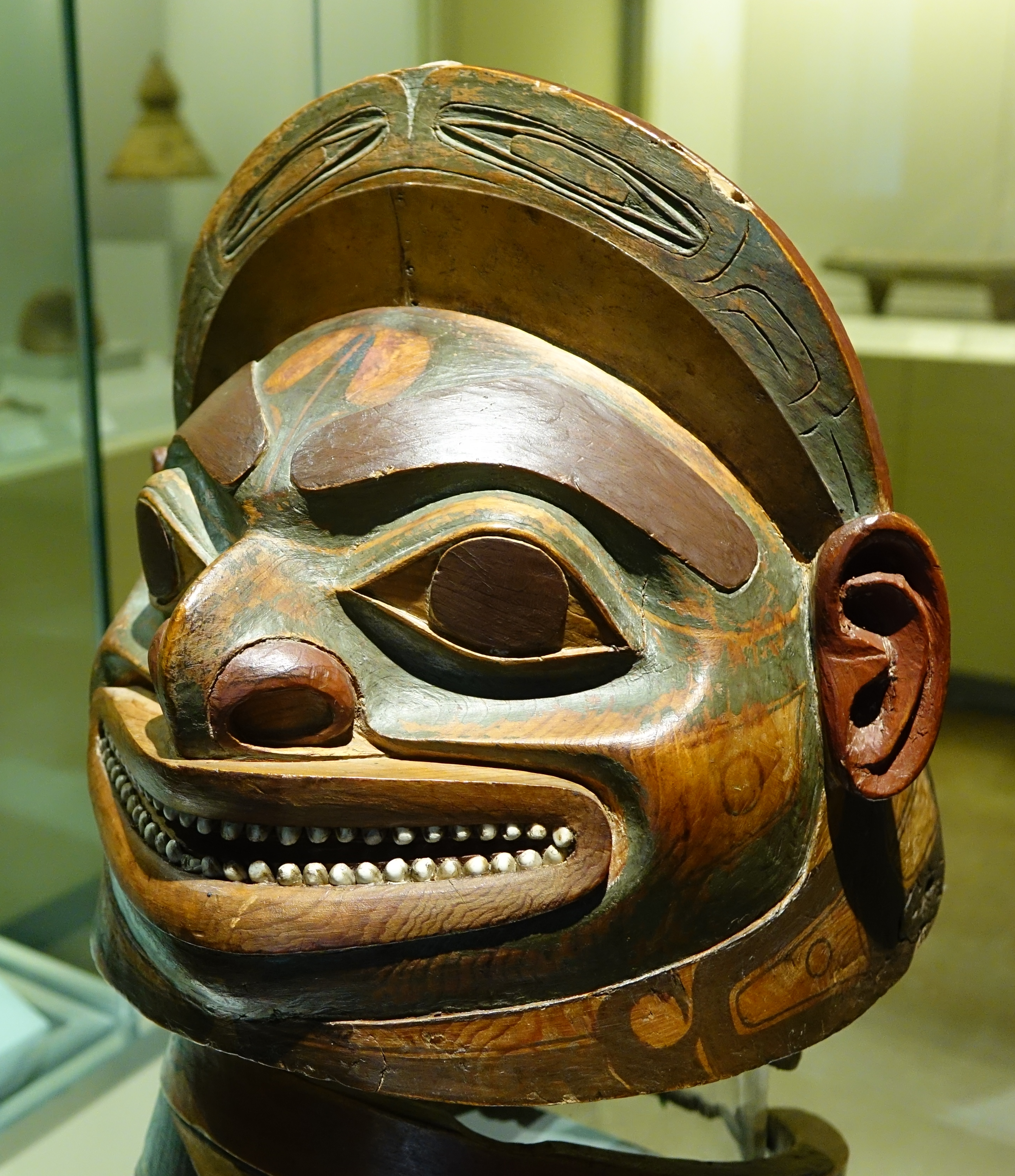
Casco tlingit, considerato uno dei capolavori di questa cultura. Alaska, secolo XVIII.
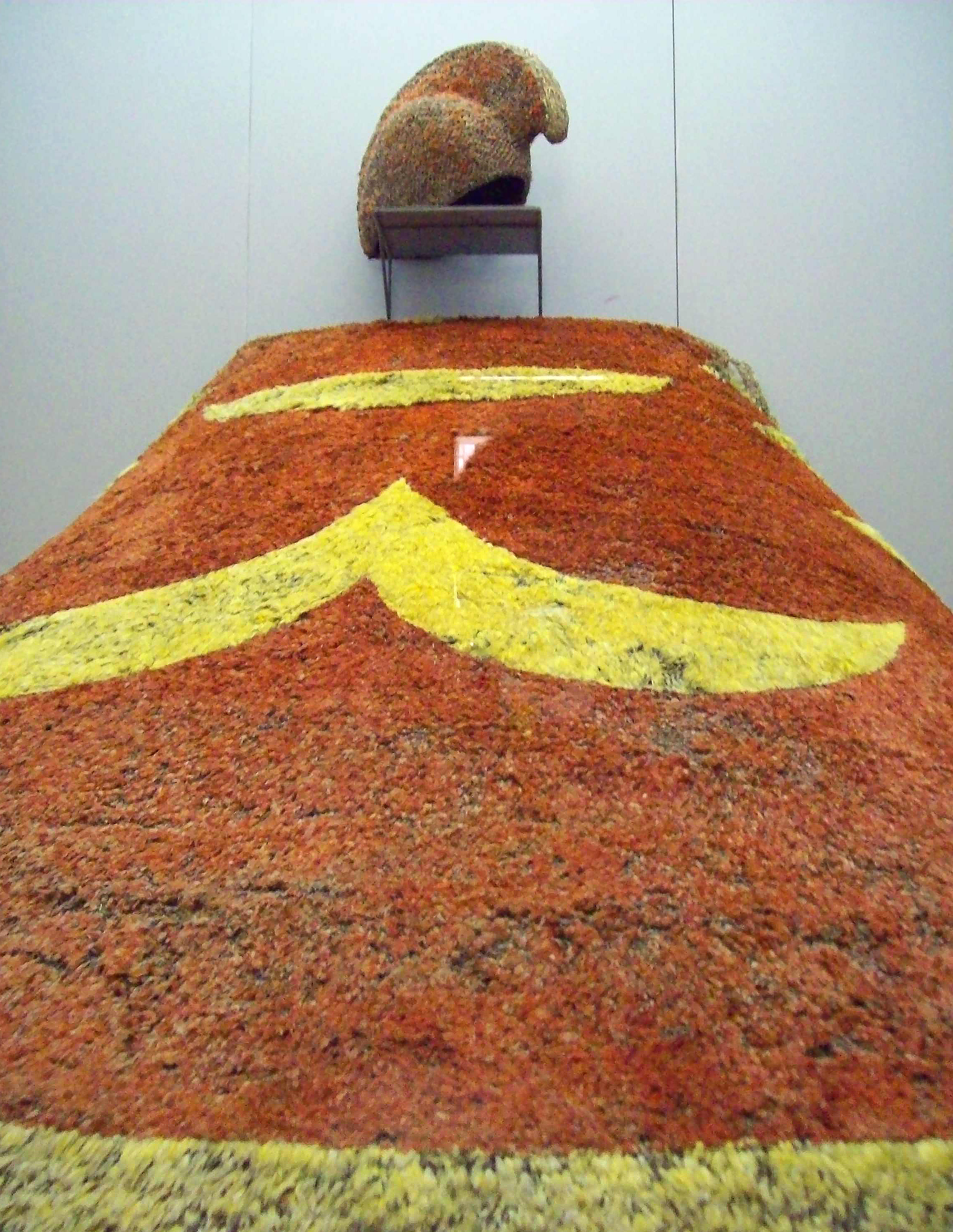
Copricapo (mahiole) di principe hawaiano, del secolo XVIII.
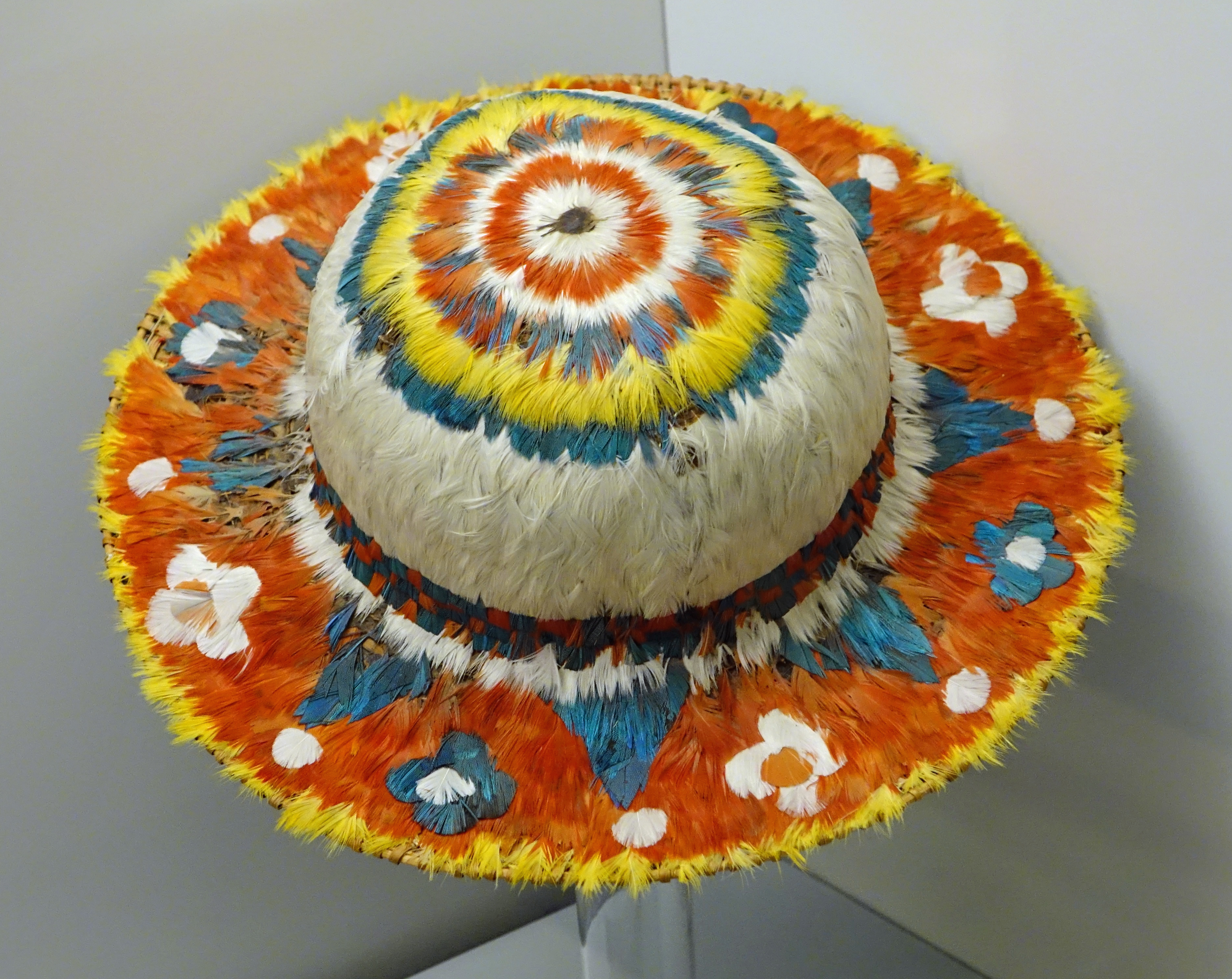
Cappello di piume cholón. Perù, secolo XVIII. Raccolto dalla Spedizione botanica nel viceregno del Perù.
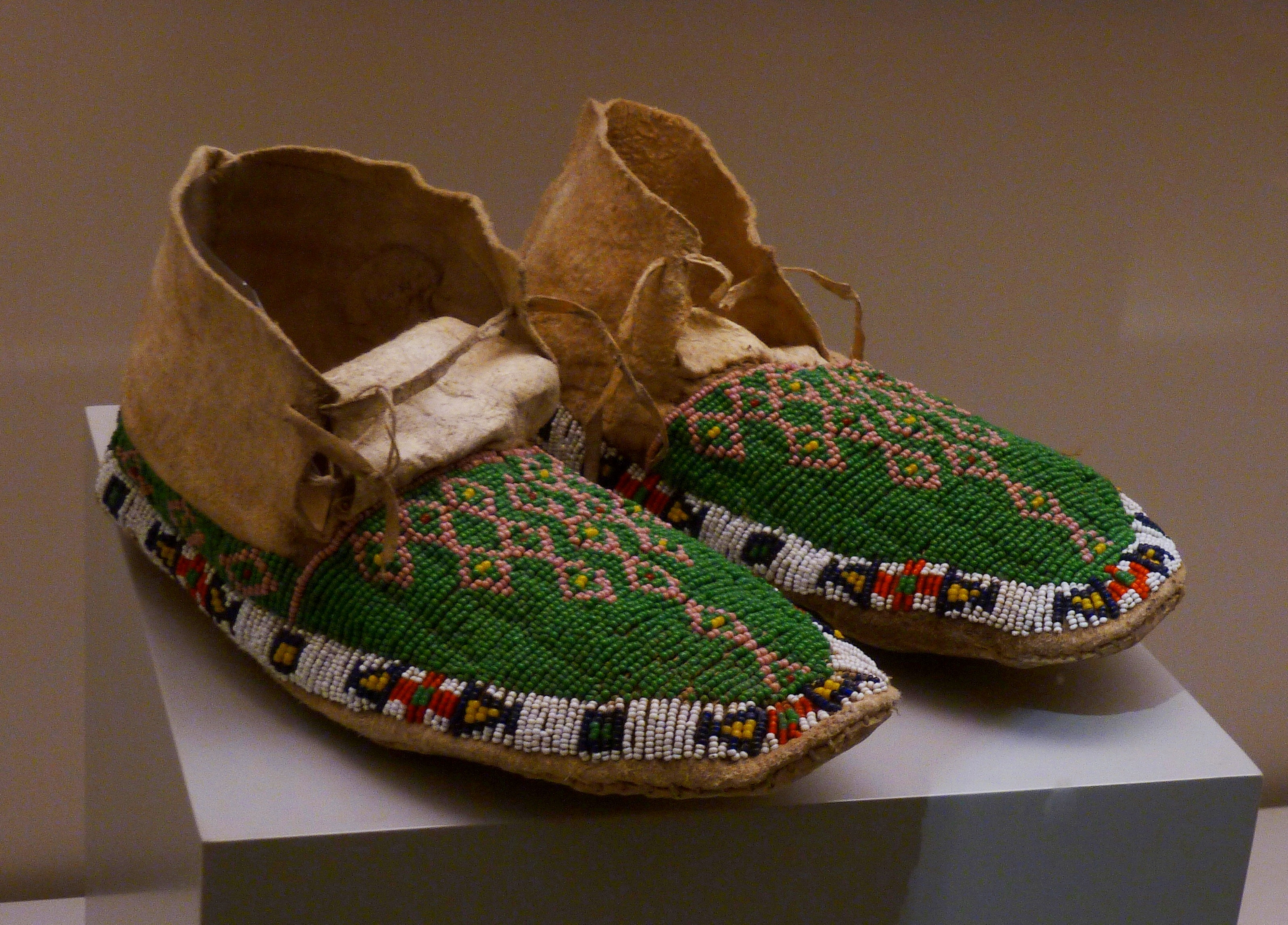
Mocassini probabilmente cheyenne o sioux. Pelle incastonata con vetro colorato. Stati Uniti, 1876 - 1900.
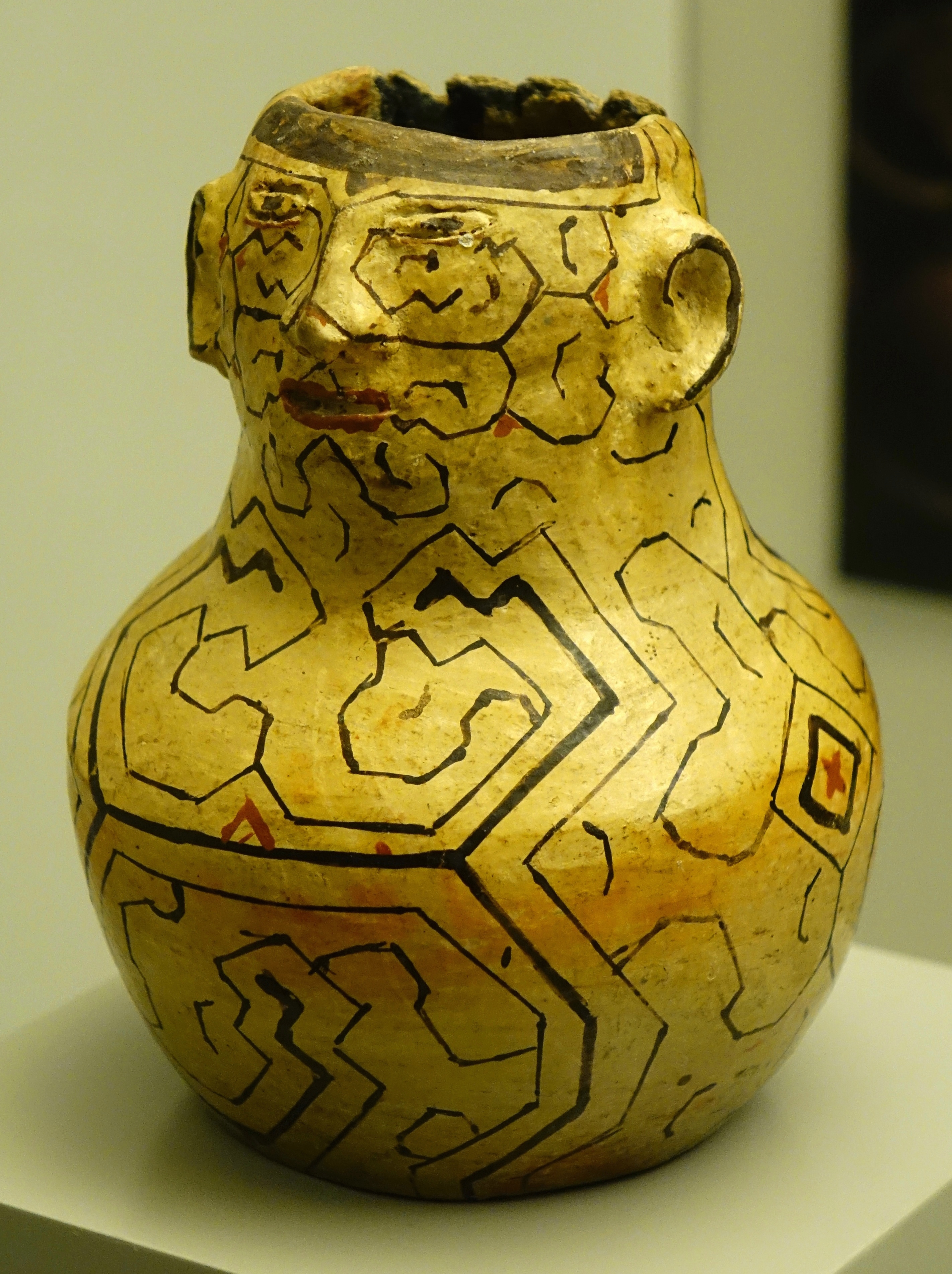
Vaso antropomorfo, Amazzonia peruviana. Contemporaneo (anteriore al 1986).

### Arte vicereale

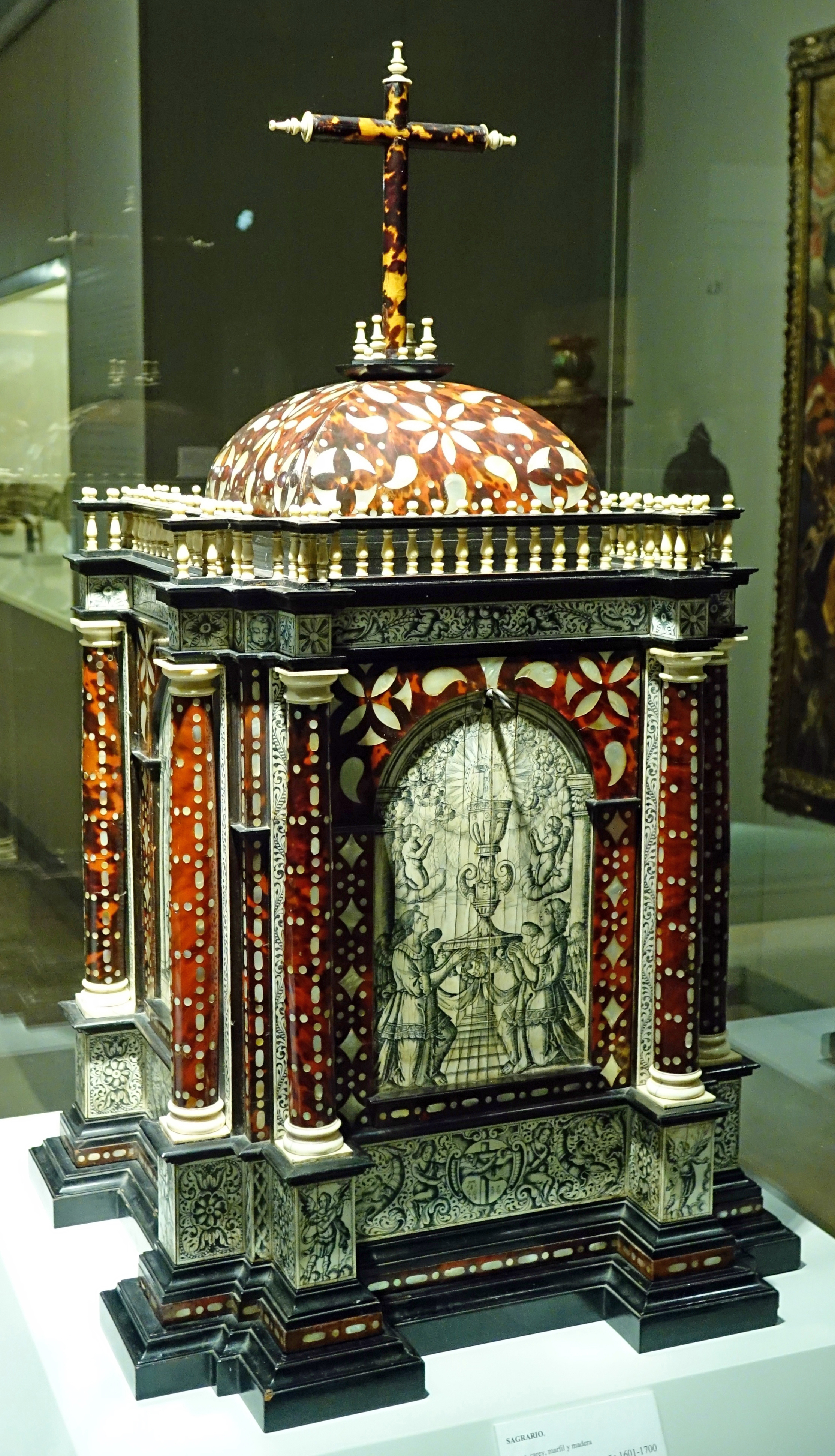
Tabernacolo. Legno, madreperla e avorio. Secolo XVII. Vicereame della Nuova Spagna, odierno Messico.

Nell'insieme delle collezioni spagnole il numero di pezzi di arte vicereale mesoamericana è maggiore di quelli provenienti dall'area andina. Il Museo delle Americhe non fa eccezione e le opere di arte vicereale mesoamericana sono le più numerose, al contrario di quelle della sezione di archeologia del centro. La maggior parte dei pezzi sono stati realizzati nel XVIII secolo.
Gli acquisti realizzati nel periodo che va dall'avviamento del museo fino l'inaugurazione della sua sede definitiva (1941-1965), hanno comportato un notevole aumento dei fondi e hanno permesso di riunire un'importante collezione, ampia e variata.

#### Pittura
Nella collezione di arte vicereale ha un posto importante la pittura, nella quale figurano una serie di dipinti di mestizaje (pittura di casta), tre Byōbu novoispanici, dei quali ottantotto (parte al Museo del Prado), su un totale di duecento settantaquattro che esistono in tutto il mondo. Queste ultime sono tavole, a volte rivestite con tela di lino, su cui sono incollati frammenti di madreperla e il tutto è dipinto ad olio successivamente.
Tra gli autori dei diversi generi ci sono molti dei più notevoli, come Miguel Cabrera, di cui sono presenti più di venti opere, che comprendono otto tele (su un totale di sedici) dell'unica serie di "pittura di casta" da lui realizzata, considerata la migliore delle oltre centoventi conosciute. Ci sono anche undici, di una serie di quattordici o sedici, dipinti ad olio sulla vita della Vergine Maria, del 1751, una delle prime da lui firmate.
Del pittore più importante della scuola limeña del secolo XVIII, Cristóbal Lozano, c'è un ritratto equestre di José Antonio Manso di Velazco, e conte di Superunda e XXX viceré del Perù, di grandi dimensioni (291 × 238 cm), anche se grande parte del dipinto è in cattivo stato di conservazione.
Altri pittori rappresentati sono Juan Correa, José di Ibarra, Juan Rodríguez Juárez, Gregorio Vásquez di Arce, Melchor Pérez di Holguín (Ingresso del viceré arcivescovo Morcillo a Potosi), José di Páez (dieci pitture ad olio che includono uno dei suoi ritratti più famosi, quello del governatore di Oaxaca Francisco Antonio di Larrea e Vitorica con i suoi due figli, Miguel José Joaquín e Pedro Nolasco José), Luis Lagarto, Alonso López di Herrera («Il divino Herrera»), José di Alcíbar, Alonso Vázquez, Diego Quispe Tito, Nicolás Enríquez, Juan Patricio Morlete (una Vergine di Guadalupe su rame, attribuito), Andrés López e José Campeche, artista sul quale ha svolto grande influenza il peninsulare Luis Paret durante i suoi anni di esilio a Porto Ricco.

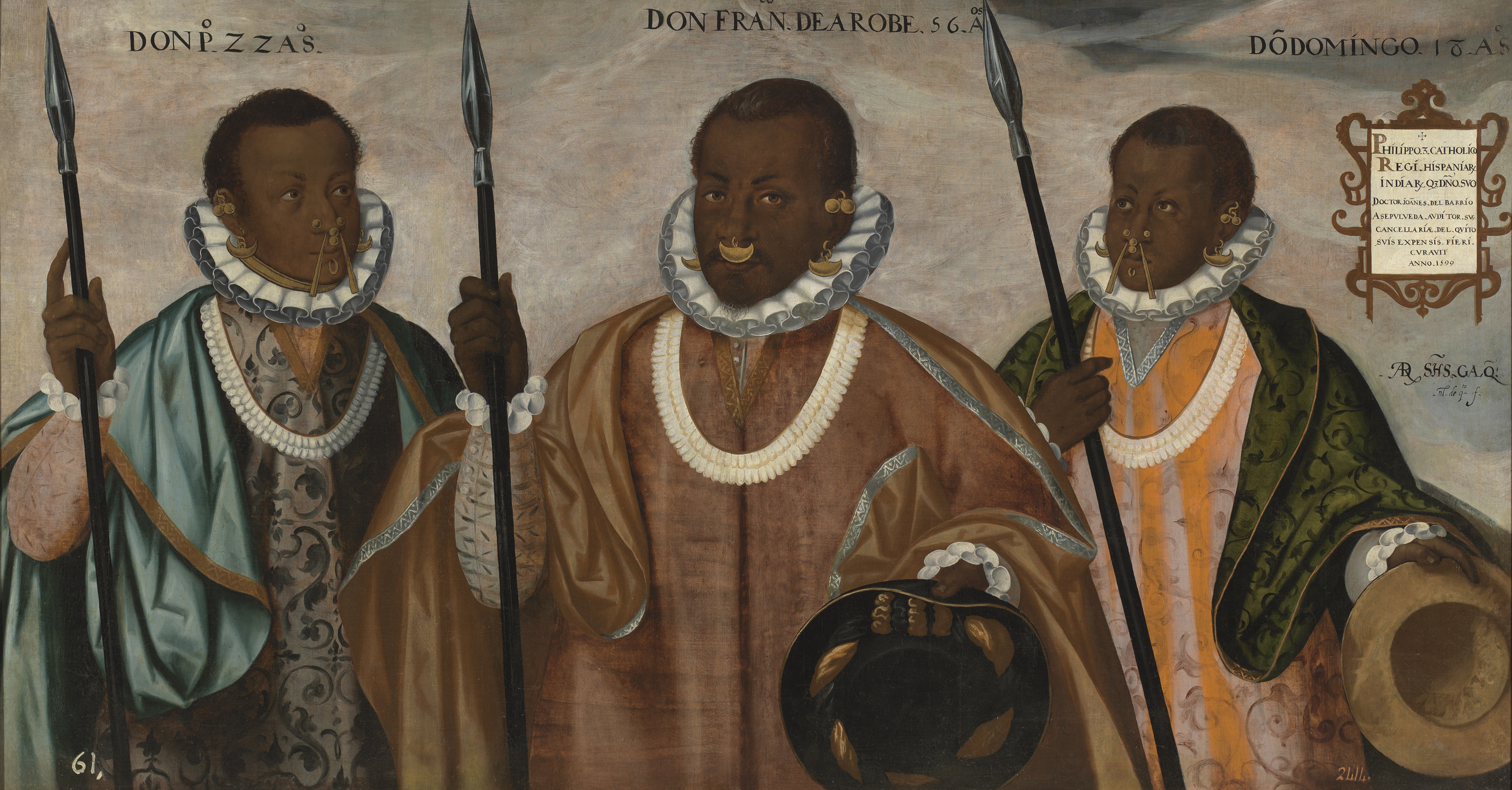
Los mulatos de Esmeraldas, di Andrés Sánchez Gallque (scuola quiteña), 1599 (Museo del Prado).
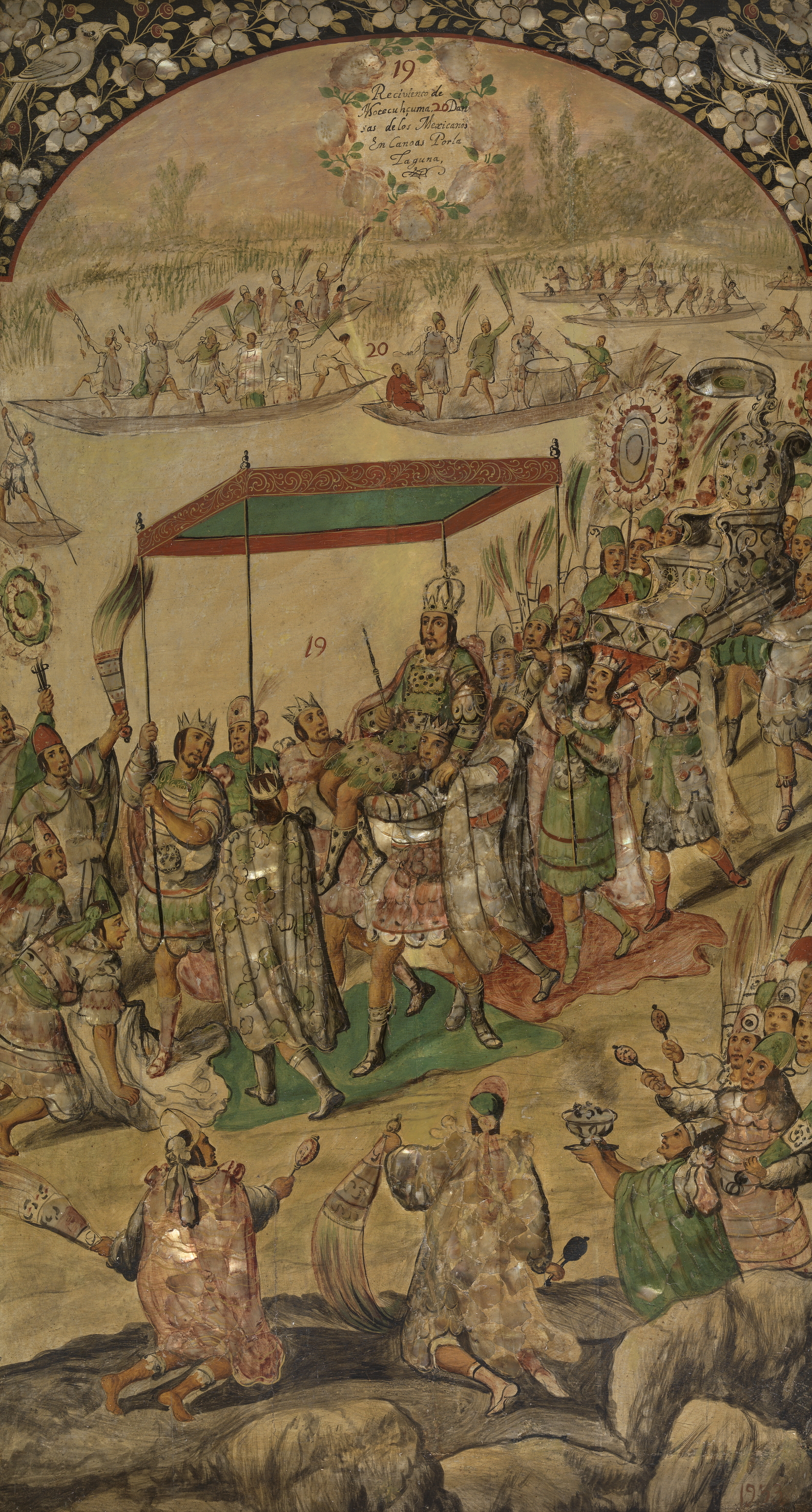
Conquista del Messico. Montezuma riceve Juan e Miguel González, scuola messicana, 1698 (Prado).
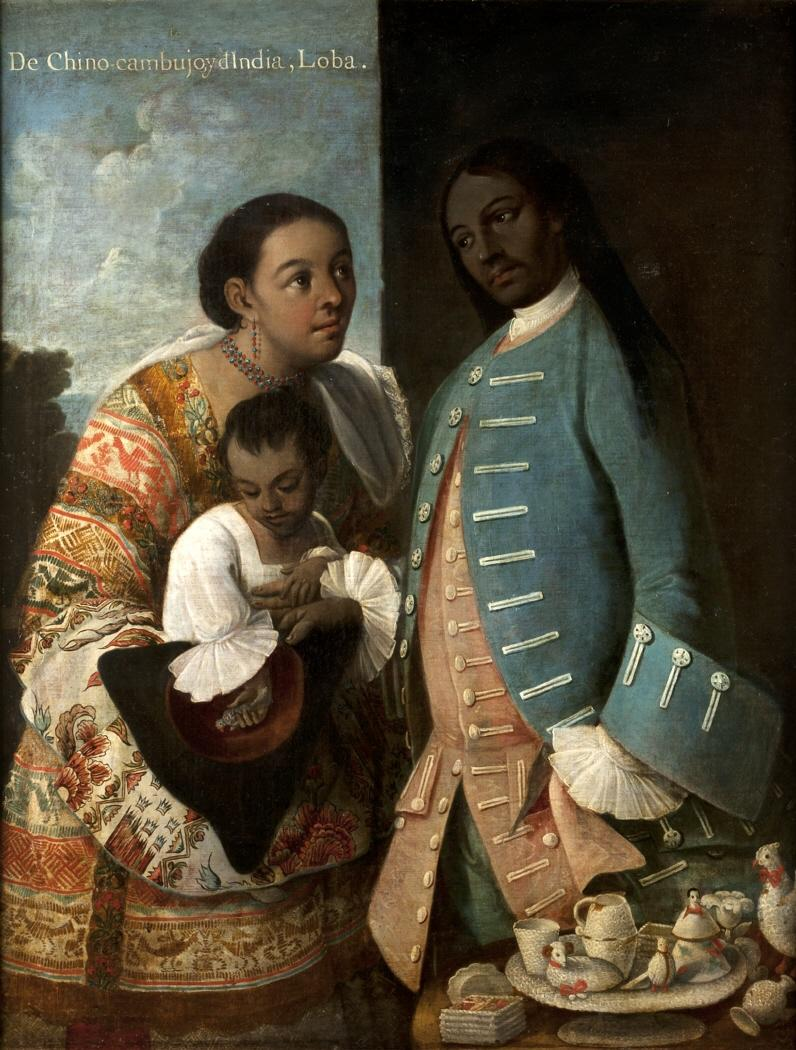
Scena di mestizaje (pittura di casta): De chino cambujo e india, loba. Miguel Cabrera, scuola messicana, 1763.

#### Scultura
Nel 1877, Ignacio Muñoz di Baena e Goyeneche, VI marchese di Prado Allegro, donò un insieme di figure di cera di Andrew García (Messico, secolo XIX), cento ventisei numeri di catalogo, anche se alcuni erano gruppi di varie figure. Grazie a questa donazione, e ad altre figure aggiunte in 1967 per lascito di Luis Pereda, il Museo delle Americhe possiede la più importante collezione di figure di cera messicana, tanto per la sua quantità (più di cento cinquanta esemplari), come per la sua qualità e varietà.

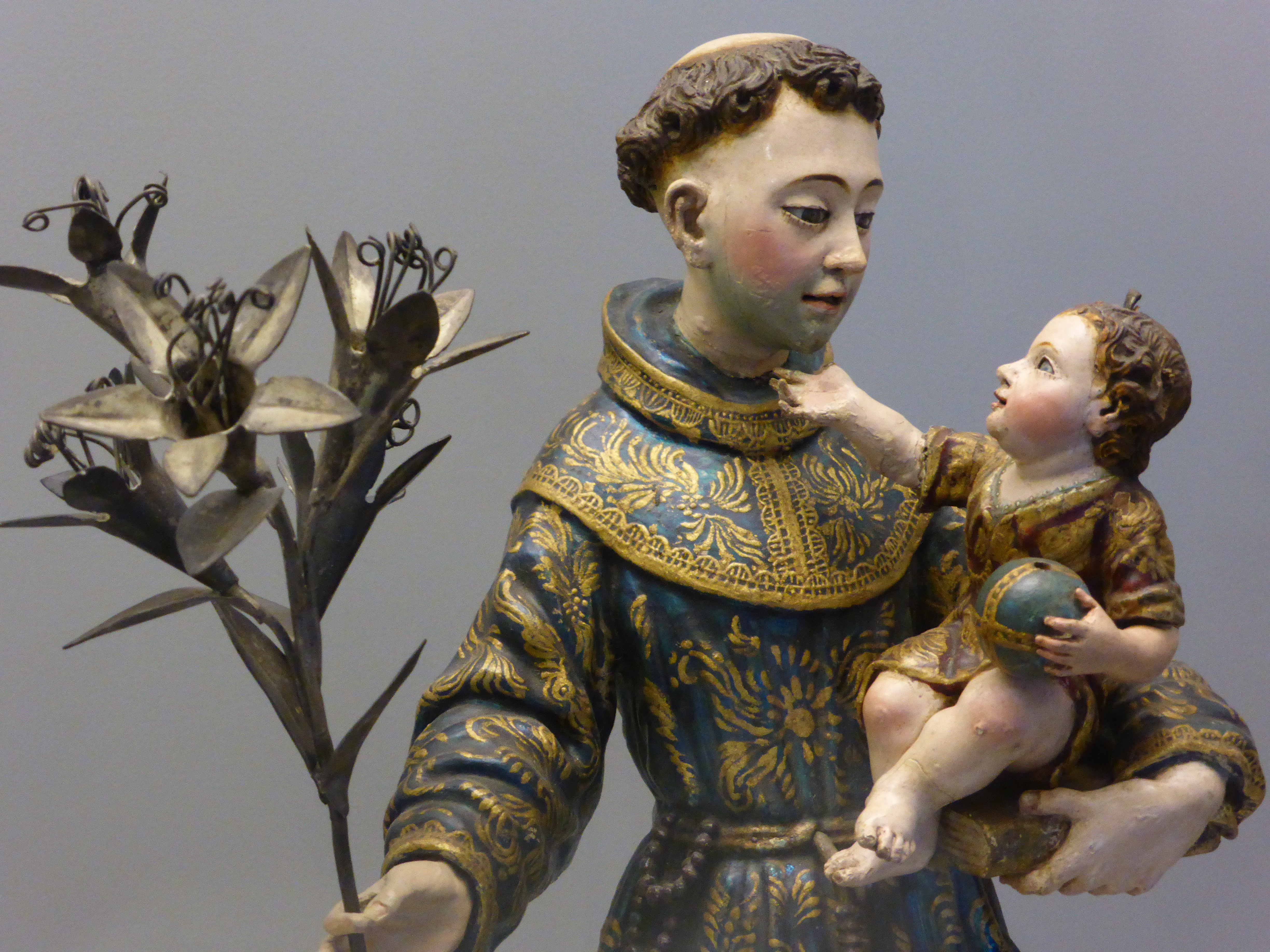
Immagine di Sant'Antonio di Padova, con il Bambino Gesù seduto sulla Bibbia (dettaglio). Secolo XVIII, della scuola quiteña.
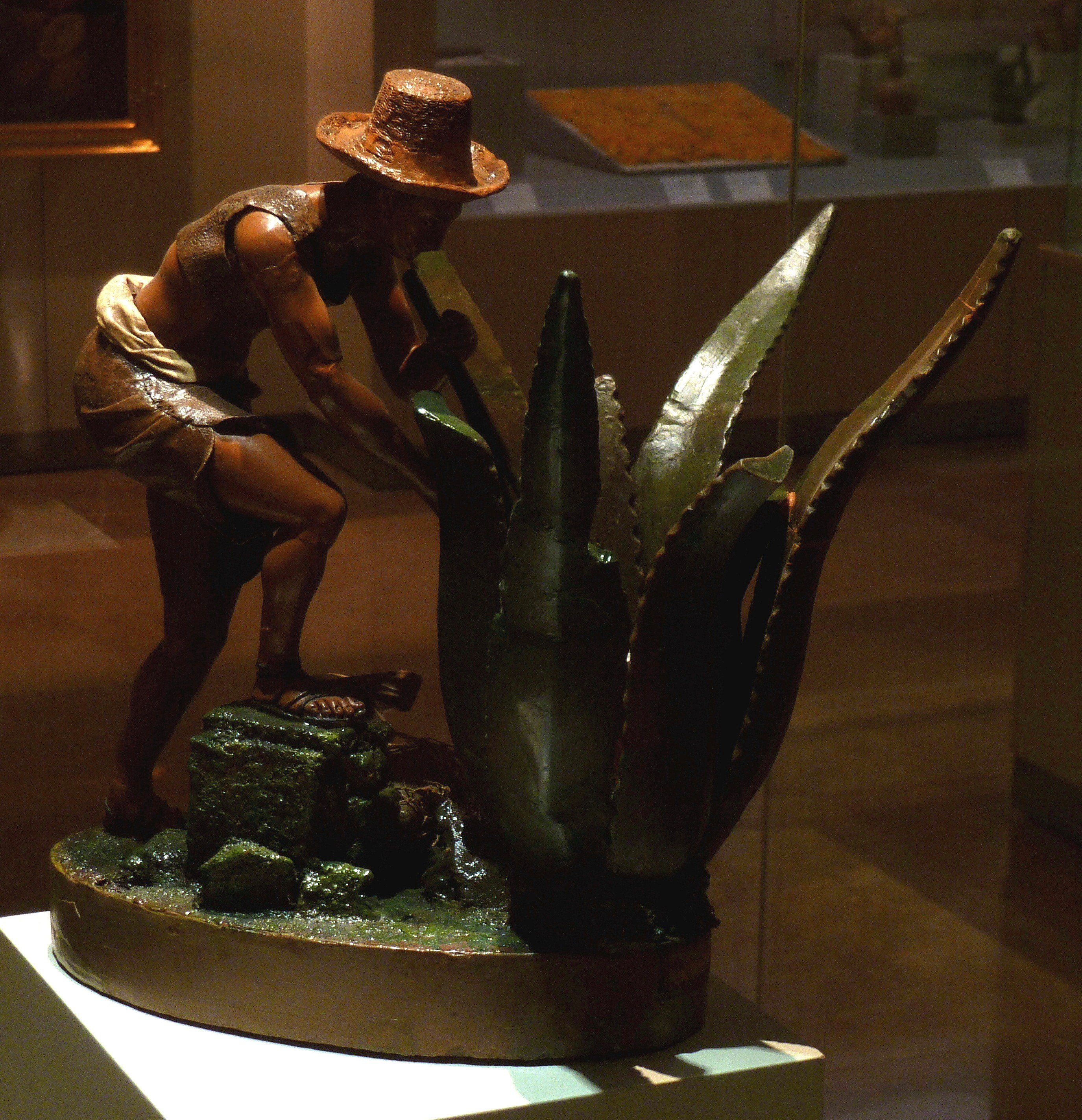
Figura di cera di Andrew García. Messico, prima metà del secolo XIX.

#### Argenteria
L'argenteria comprende pezzi vicereali e anche alcuni realizzati nei paesi americani dopo la loro indipendenza e nelle Filippine. Quella vicereale è la più numerosa tra le collezioni spagnole, benché etereogenica.
Figurano opere dei principali vicereami: di Nuova Spagna, Capitaneria Generale di Guatemala e vicereame del Perù. Della Nuova Spagna sono due placche ornamentali neoclassiche realizzate da José María Rodallega, il più importante orafo novoispano della seconda metà del XVIII secolo.
Il pezzo più antico di tutta la collezione, e dei più importanti poiché ce ne sono pochi del suo genere, è una brocca con beccuccio intagliato dell'Antica Guatemala del 1575, dell'eminente argentiere guatemalteco, Miguel Guerra. Il museo conserva un recipiente datato 1790, in stile rococó.
Del vicereame del Perù c'è un'altra brocca con beccuccio, eseguita forse in un laboratorio di Lima, proveniente dal relitto del galeone Nostra Signora di Atocha.

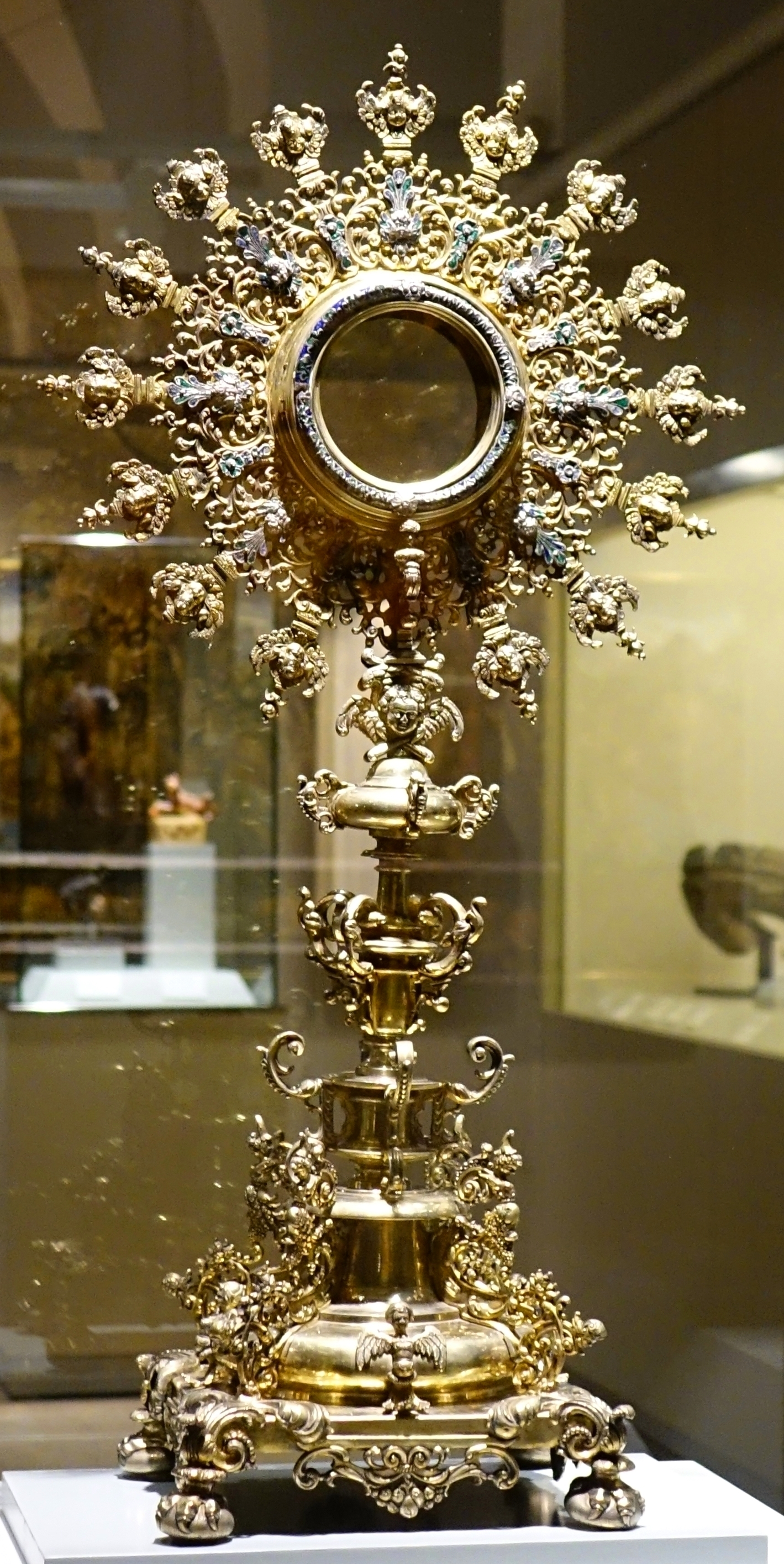
Ostensorio. Argento e smalto. Scuola cuzqueña, ultimo terzo del XVII secolo.
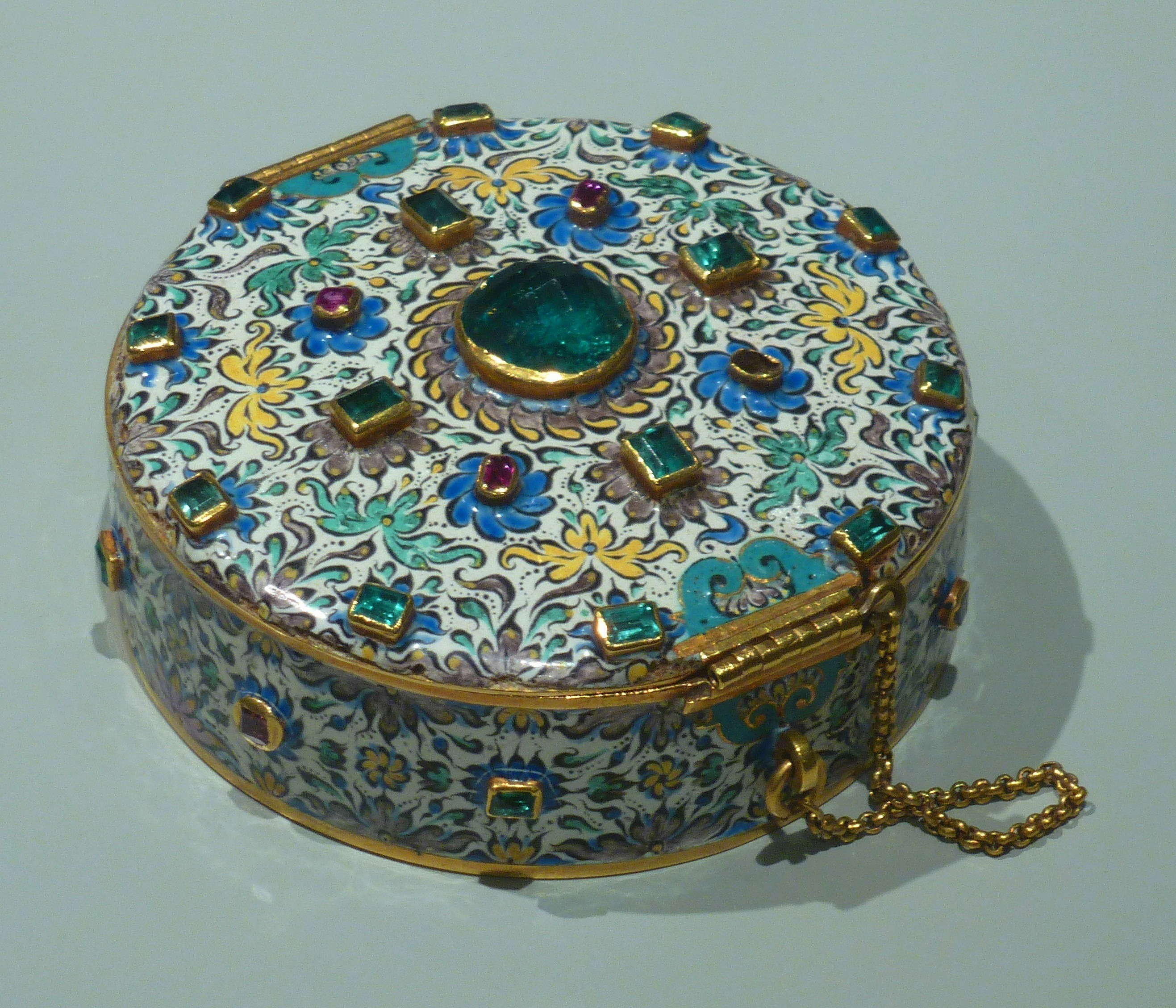
Portaviatico. Oro, smalto, smeraldi e rubini. Lima, fine del XVII secolo (attribuzione).

#### Ceramica
Nel campo della ceramica risulta fondamentale il gruppo, di quasi un migliaio di pezzi, del XVII secolo, collezionato da Catalina Vélez di Guevara, IX contessa di Oñate, e donato nel 1884 al Museo Archeologico Nazionale da María Josefa de la Cerda y Palafox, contessa vedova di Oñate.